# 普天間基地移設問題
普天間基地移設問題（ふてんまきちいせつもんだい）は、沖縄県宜野湾市に設置されているアメリカ海兵隊普天間飛行場の移設をめぐる問題である。
1995年から拡大した在沖縄米軍基地への反対・返還運動を背景に普天間飛行場の移転が検討された。しかし、2015年に日本政府と沖縄県の間に協議がおこなわれ、工事は一時停止したものの、同年のうちに決裂した。翌2016年に沖縄県の敗訴が確定したことにより、普天間基地の開発が再開した。

本記事では、普天間基地移設問題が発生するまでの経緯と、基地そのものの存在意義をめぐる諸見解、移転に関する軍事的・経済的・社会的・環境的に関する議論、そして反基地運動についての論争・トラブルについて解説を行う。

## 概説
1995年（平成7年）の沖縄米兵少女暴行事件を契機に、沖縄の米軍基地に反対する運動や普天間基地の返還要求、基地の整理縮小や地位協定の見直しを要求する運動が起こり、整理縮小の案として普天間基地移設が持ち上がった。1996年当時では、5年から7年以内の返還を目標としていた。様々な移設候補地を検討した後、1997年（平成9年）には、名護市辺野古付近に固まり、その後も工法と建設の是非を巡って色々な出来事があった。2002年に計画案が固まったが、その計画はうまくいかなかった。
2004年（平成16年）に沖国大米軍ヘリ墜落事件が起きたことで、地元からの返還要求は強まった。折からアメリカ軍は世界規模の再編を実施中であり、日米政府はこれに普天間移設を絡めることで、基地の移設のみならず、沖縄本島に駐留する海兵隊の削減を盛り込んだ。削減される海兵隊はグアムに移転することになり、グアムでも移設に関わる動きが始まった。計画案自体も再検討が行われ、辺野古周辺で各案を比較した後、2006年（平成18年）に2014年（平成26年）までに代替施設を建設し、移転させるというロードマップが決まった。
2009年（平成21年）、日本では鳩山由紀夫内閣が成立し、同内閣によって上記移設案は再度審議された。日本国政府によって様々な代替案が提示されたが、2010年（平成22年）になると、県外移設は不可能との結論に達し、再度辺野古のキャンプ・シュワブへの移設で決着がついた。これにより、2014年までの移設が難しくなった。
上述の通り、普天間基地の移設が持ち上がったのは、沖縄米兵少女暴行事件に代表される米軍兵士の問題行動や事故・騒音問題のためであった。なお、当時の防衛相の小野寺五典は、『産経新聞』のインタビューにおいて、基地移転の理由に関し次のように発言している：
約1万2000世帯が隣接する普天間飛行場の危険性を一刻も早く除去しなければならないからだ。すでにある米軍キャンプ・シュワブの中に拡張するので、新たに基地ができるわけではない。普天間飛行場は返還されれば基地がひとつなくなる。騒音も決定的に少なくなり、移設先では防音工事が必要な住家はほぼゼロだ。オスプレイを含む航空機の飛行ルートも基本的に海上を通るので危険性が減る。負担軽減の面でも辺野古が最も適している。—小野寺五典
これらの問題は、普天間基地が集落の中にある、あるいは集落がかつて存在していたことが原因とする説と、普天間基地運用開始の1945年当時は現在のようには集落は密集しておらず、集落は普天間基地の運用開始後に建設されていったことを重視する説とがある。この見解の相違は政治的対立のもととなり、左右が互いの主張を非難しあう事態となっている。
また、移設先の辺野古で埋め立てを行うことで想定されるサンゴ礁等の自然破壊問題も挙がったが、沖縄県の調査ではサンゴ礁の破壊は確認されなかった。一方で、沖縄県は那覇空港拡張工事や他の工事でもサンゴ礁の埋め立てを進めている。
2019年、浦添市長の松本哲治と沖縄県知事の玉城デニーは県庁で会談した。『産経新聞』は、玉城は那覇市の那覇軍港を浦添市の沿岸に移設することを「経済波及効果など将来性を考慮すれば自然破壊はやむを得ない」として容認した、と報じている。

## 年表
- 1996年（平成8年）4月、『日本経済新聞』が「普天間基地全面返還に合意」とのスクープを掲載[10]。
- 2013年（平成25年）12月27日、仲井眞弘多知事が米軍普天間飛行場の名護市辺野古への移設のための国の埋め立てを承認。
- 2014年（平成26年）1月、承認したことは公約違反だとして、沖縄県議会の本会議において知事の辞任を求める決議が可決される。
  - 11月、知事選挙で仲井眞弘多が破れ、翁長雄志が当選。
- 2015年（平成27年）普天間飛行場の辺野古移設を巡り県と国が法廷闘争を繰り広げる。工事を一時停止して協議するが、9月に決裂し工事再開。10月、翁長知事が承認を取り消し。国は撤回を要請。
- 2016年（平成28年）裁判所の和解案に基づき政府と協議。7月、翁長知事が承認取り消しを撤回しないのは違法として国が提訴。9月16日、福岡高裁で辺野古移設に関して県の敗訴が確定。12月、最高裁で県の敗訴が確定。翁長知事が承認取り消しを取り消す。
- 2017年（平成29年）4月 - 埋め立て区域の堤防の建設に着手。
- 2018年（平成30年）8月、翁長知事が死去。権限を委任された副知事が埋立承認を撤回。9月、玉城デニーが知事当選。12月、埋立区域2-1から土砂搬入を開始。原状回復が不可能となった。
- 2019年（平成31年）
  - 1月28日- 東側のN4護岸が着工。
  - 2月24日- 2019年沖縄県民投票が実施される。反対が7割超。
  - 3月25日 - 埋立区域2の土砂搬入が開始。
  - 4月-国土交通相が承認撤回を取り消す裁決。
  - 7月-県が、裁決は国の違法な関与だとして取り消すよう求め提訴。→　2020年3月に最高裁で県の敗訴確定。
  - 8月-県が、承認撤回を国が取り消したのは違法だとして提訴。→　2022年12月に最高裁で県の敗訴確定。
  - 12月-防衛省は、基地の完成まで12年かかり普天間基地の返還は2030年代に遅れ、経費は3500億円から9300億円になると発表した[11]。
- 2020年4月-国交相が不承認処分取り消す裁決。さらに設計変更申請を承認するよう県に是正指示。8月 - 埋立区域2の埋立が完了予定。9月-玉城知事が再選。
- 2023年3月-2つの訴訟で福岡高裁那覇支部が県の訴えを退ける。9月-最高裁で県の敗訴確定。
- 2023年（令和5年）12月20日 - 福岡高裁那覇支部が辺野古沖の地盤改良工事の承認を命じた[12]。2024年2月-最高裁で県の敗訴確定[13]。

## これまでの経緯

### SACO設置以前の返還に向けた動き
当基地は市街地中心部を占めていることと、基地建設当時の土地収用の事情から、当初より返還を求める主張があった。
1990年6月の日米合同委員会にて、一部在日米軍基地用地の返還について調整を進めることとなった際、沖縄県内の基地用地が「10事案」と通称されたが、その中に本基地の用地数haが含まれていた。しかし、基地全体の返還については動きはなかった。

### SACOの設置
1995年に発生した沖縄米兵少女暴行事件を発端に、沖縄で米軍駐留に対する大規模な反対運動が起こった。これを契機として、日米で構成する日米安全保障協議委員会（「2プラス2」）は1995年9月27日に初めて代理出席なしのフルメンバーで開催され、続いて同年11月、沖縄に関する特別行動委員会（SACO, Special Action Committee on Facilities and Areas in Okinawa）を設置することを決めた。

### 日米会談での普天間返還提案とSACO中間報告
1996年1月11日に村山富市首相の後を継いで総理大臣となった橋本龍太郎は、政治家として沖縄との関わりがあり、会談前より公私に渡り勉強するなど入念に準備していたと、総理大臣首席秘書官であった江田憲司は語っている。また、当時防衛庁内で移設案の検討に関わった守屋武昌は「橋本首相は子供の頃、再婚した父に反抗していたが、海軍軍人の叔父が戦地に赴く際『両親を大切にするんだ』と別れの言葉を言い残し、沖縄で戦死したといういきがかりを持っていた。梶山静六官房長官も、陸軍少年航空兵として終戦直前に軍命で満州から霞ヶ浦に移動し、民間人を残してきたという悔いがあり、それ故に橋本首相と同様戦後処理についても積極的な姿勢を見せていた」と述べている。
江田は橋本が1996年2月24日にサンタモニカで自己の政権下初の日米首脳会談に臨んだが、当初普天間基地の返還は事前に準備した発言要領には無かった。それを交渉のテーブルに乗せたのは当時首相を務めていた橋本の強い意向であったという。4月12日に橋本と駐日大使であったウォルター・モンデールとの間で、「普天間基地の移設条件付返還」が合意され、普天間基地返還の方向性が進むことになった。1996年4月15日にはこれらを踏まえてSACO中間報告が提出される。この段階で、
- 5年後から7年後までの全面返還を目指すこと
- 移設を実施するためには十分な代替施設を用意すること
- 代替施設として沖縄県における他の米軍の施設及び区域におけるヘリポートの建設

といった旨が明記されている。
一方で、このSACO中間報告には別の側面もあった。1996年3月中旬から下旬にかけて、台湾総統選挙に圧力をかけるため人民解放軍が行ったミサイル演習に対抗し、アメリカは空母戦闘群を2個集結、天候の都合を名目にして台湾海峡を通過させて事実上の威圧を実施した。一連の事態が進行する中、外交チャンネルを通じた日本への説明は優先されず、日本側には対岸の火事として眺める雰囲気が残っていた上、当時の日米協力の指針（いわゆるガイドライン）は朝鮮半島有事への対応までが限界であり、台湾有事への指針としては何も無く、準備なしでの台湾有事の発生は日本政府にとり恐怖そのものでもあった。だが、日米の防衛当局者にはこの危機は追い風にもなった。沖縄で盛り上がっていた米軍基地への反発は水面下で継続されていた安保体制の再確認作業にはマイナス要素であったが、それを打ち消す効果があったからである。1996年4月のSACO中間報告で本土復帰時に実施されたものを面積ベースで上回る返還計画を示したことは、続けて内外に示す同盟強化策への「お膳立て」としての性格があり、5日後の4月17日に来日したクリントンは橋本と極東有事の際の日米防衛協力を検討することで合意し、新ガイドラインの制定、および周辺事態法を頂点とする1990年代末からの何本かの法律の制改定作業に繋がる。

#### 海外移設の検討と棄却
当時陸上幕僚長であった冨沢暉によれば、アメリカ海軍系のある研究機関ではオーストラリアへの移転も含めた撤退シナリオも研究していたという。これは、佐世保と横須賀の海軍基地の維持のために、普天間については手放すシナリオを想定した内容であった。
現実には、オーストラリア絡みの動きは当時から一部ジャーナリストが嗅ぎ付けていた。1996年7月26日、アメリカとオーストラリアはシドニーで開催した定期安保閣僚協議にて、両国の安全保障協定の重要性を確認する宣言を発表しており、同国で実施してきたアメリカ海兵隊の演習規模を拡大することを決めていた。この演習拡大を唱えたのは海兵隊司令官のクルラック大将であり、ダーウィンが地形的にペルシャ湾岸地域に近いことに着目した措置であった。元『朝日新聞』記者の石川巌の友人はアメリカの国防当局者と会った後、当時のアメリカ軍には朝鮮半島の緊張状態は早期にカタがつくという楽観論もあり、かつ将来の仮想敵である中国との戦いでは海兵隊は有用ではなく、海兵隊の活躍の場は湾岸にあるとクルラックが考えていた旨を伝えている。もっとも、米豪の国防当局者は「アメリカ海兵隊のオーストラリアでの訓練の拡大は、沖縄における米軍基地の整理、縮小の動きとは関係ない」と牽制していた。
この時は結局海外移転は棄却されたが、その後も、必ずしも代替施設を沖縄に置く必要はない旨の意見がアメリカ国側から出された旨が報じられている。

#### 国内移設の検討
一方、SACOでの検討が進められていた1996年の段階で、日本本土の移設候補地としては高知県、苫小牧東などが検討対象に上がった。
沖縄本島内での移設候補地は、多数の案が俎上に上がっている。
SACO中間報告を受けて日米は移設候補地の選定に入ったが、4月中にはまず嘉手納弾薬庫地区と嘉手納飛行場が候補地として取り沙汰される。候補地に挙げられた地元の反応は早く、この時点で反対集会が実施されている。石川巌は1996年夏の段階で報じられていた順に候補地を並べている。それによれば嘉手納弾薬庫、キャンプ・ハンセン、キャンプ・シュワブ、嘉手納飛行場となっており、宜野座村の潟原海岸を埋め立てて使う案なども沖縄タイムスが報じたと述べている。その他石川が挙げたもの以外では、浦添沖、ホワイト・ビーチ訓練水域のある本島南部の中城湾などが報じられた。
日本側は5月9日に国内調整を進めるために「普天間返還作業委員会」（委員長：古川官房副長官）を組織した。

#### 嘉手納弾薬庫案
アメリカ軍はキャンプ・シュワブおよびキャンプ・ハンセンにまたがり、森林などが広がる中部訓練区域への移設を検討した。朝日新聞によれば、アメリカ側から海兵隊のヘリが集結するのに十分な大きさを持つ基地として、嘉手納弾薬庫地区が最適地に挙げられ、また、キャンプ・ハンセンへの移転案も検討されていると言う。しかし、弾薬庫への移転案については読谷村などは予定地周辺が農業用ダムの水源となる森林地帯で、希少動物の宝庫であることから環境に悪影響が出るとして強く反対していた。
『朝日新聞』は嘉手納弾薬庫地区がアメリカ軍管理となってから半世紀に渡って一般人の立ち入りが制限され、高密度の利用がなされていた訳でもなかった点に触れている。その結果、アメリカ軍のおかげで開発の波に晒されず、豊かな自然が残された。この点に着目した反対派は同地で調査を行い、15種の希少生物が生息していると発表している。
こうした動きから、県も地元と同様の見解を防衛庁に伝え、7月初頭には本案は沙汰止みとなった。

#### 嘉手納飛行場統合案
嘉手納弾薬庫地区の次に浮上したのが、嘉手納飛行場への統合案であった。
日本側の検討
日本側から眺めると、本案は次のような経緯を辿って棄却された。後年守屋昌武などが内情に触れつつ概要を明かしている。県内での移設先を検討するに当って、政治的問題として、大田昌秀知事・吉元政矩副知事の連携で県内の自治体首長が次々と革新系に交代し、県南で保守が維持している自治体が嘉手納町と浦添市だけであったということがあった。このため、県内の政治的事情を考えれば、橋本政権内では合意に困難が予想される「新設」は選択肢から消えていた。大田県政は基地返還のアクションプログラムという計画を独自に作成しており、その中でも嘉手納は2015年までに撤去したい旨を記していたが、基地としては最後まで残ることになっていた。そのため、政府は嘉手納への統合案を検討するに至る。
しかし、嘉手納統合案には技術的な問題点として、ヘリと固定翼機の共同運用の問題があった。一方、当時、橋本は総理大臣としては初めて自衛隊の制服組のトップを官邸に招いて定期的に話を聞く機会を設けており、当時の統合幕僚会議議長は航空自衛隊の戦闘機パイロット出身である杉山蕃だった。橋本は共同運用の可能性について検討するように杉山に指示し、陸自のヘリパイロット、空自の戦闘機パイロット、飛行場管制官が集められ検討に入り、出した結論は「共同運用は可能」だった
アメリカ側の検討
しかし、アメリカ軍は下記の3点の理由から上記の日本側の結論に反対した。
1. 低速のヘリと高速の戦闘機を管制官が同時に管制するのは負担が大きい
2. 移設が実行されれば平時でもヘリ、戦闘機が各々60～70機ずつ訓練を行う飛行場となる。有事には増援などにより2～3倍の機体が集結すると考えられ、それを嘉手納一ヵ所で賄う事は不可能。
3. 嘉手納は当時から騒音が問題視されており、P-3Cの駐機場を移転したり、防音壁を設置したりしていた。普天間の機体を収用すれば嘉手納、北谷両町にとっては更に劣悪な環境となる[15]。

なお、アメリカ側の具体的検討の一部は後年日本でも報じられており、そこからも当時のアメリカ軍の考え方や背景を知ることが出来る。1996年7月、在日米軍作戦部（J3）は嘉手納統合案の研究に絡めて、普天間の固定翼機を含めた基地機能の移設を目標に据えた技術評価を実施している。作業は4軍から操縦士と技術者を集めて実施した。『琉球新報』は2009年になってこの技術評価を入手している。それによれば嘉手納統合に代わる移設候補地は下記のようになっていた。
- 嘉手納弾薬庫地区（新設）
- キャンプ・シュワブ（新設）
- 伊江島への移転（既設）
- 県外自衛隊基地への移転（既設）

現状の基地能力については次のように評価されている。
- 普天間：平時71機。戦時最大230機。
- 嘉手納：平時108～113機。戦時最大390機。

候補地に期待する許容飛行回数は、下記のようになっている。
- 夜間飛行（18時～6時）回数：55％増
- 全飛行回数：35%増

候補地の評価基準は下記の5項目となっていた。
1. 滑走路：約1600m
2. 駐機場：約28ha
3. 格納庫・整備施設
4. 事故、火災等の救難装備
5. 民間機やほかの軍用機からの安全性確保

結果、県外の自衛隊基地が移設先として最高得点を得、キャンプシュワブや伊江島は戦闘機の発着が出来ないため評価にはマイナスに響いたと言う。嘉手納弾薬庫は滑走路長以外の条件を満たさなかった。なお、嘉手納統合案については海兵隊は移転可能との意見を出したが、嘉手納に駐留する空軍の第18航空団は否定的意見だった。
後年、滑走に距離を要する固定翼機部隊は岩国などへの移転が決まった。また、基地の位置については琉球新報は触れていないが、この後、それを有力な理由として、後述していくように県外移設は（軍事的評価としては）何度も否定的見解に晒されていくことになる。

#### キャンプ・ハンセン案
1996年5月27日に開催したSACOで日米は作業班の設置を決め、嘉手納統合案などと平行してキャンプ・ハンセンおよびキャンプ・シュワブに対する検討を実施することとした。
キャンプ・ハンセン移転案については下記の点が問題視されている。
- 平坦な地形ではないため工事が難航する
- 上記の点から経費面で問題
- 森林伐採による赤土流出の可能性がある。
- 現状でも夜間ヘリ訓練で騒音問題が発生している[27]

地元の反発はこれらの候補地でも同様であり、『朝日新聞』によればキャンプ・ハンセンでは6月27日、キャンプ・シュワブでは7月8日以降集会や議会による決議などが相次いだ。

#### 橋本首相による海上ヘリポート構想の表明
嘉手納案が消えた際、次に守屋達が考えたのが陸上から離れ、米軍の使用水域を活用したキャンプ・シュワブ沖の活用案であったと言う。
海上に移設する案は造船業界が1996年夏頃から根回しをはじめた。アメリカ側でも嘉手納案などが暗礁に乗り上げたためそのデッドロックを解くため解決策を模索し、ペリー国防長官、キャンベル国防次官補代理、モンデール駐日大使等が集まった会合で最終確認され、軍部の了解を取り付けた、本案はこのような根回しを経て9月13日のSACO作業部会でアメリカ側から提案されたが、まだ水面下での動きであった。『日経新聞』は橋本が8月頃、自らQIP工法（下記別項で詳述）の採用を提案したと報じている。当初は秘書官室止まりの話に過ぎなかったが、少数の官邸スタッフで練った上でアメリカ側に非公式に打診した。アメリカ側は検討の上提案の形で日本側に回答したのだと言う。なお、防衛庁はこの時点で兵員輸送や住宅など陸上の付属施設の点で難題が多いと慎重姿勢だったと言う。
船橋洋一によれば根回しを行ったキャンベルが一週間もの時間を要したため、事前に提案を知らされていた橋本は「米側決定に時間がかかりすぎるのでイライラしていた」という。そのようになった背景として船橋は下記を挙げている。船橋は「軍がらみの問題はホワイトハウスには上げるなとの暗黙の圧力があった」と言う米政府高官の言葉も紹介している。
- クリントン政権の軍嫌悪
- 大統領選挙中に難題を抱えたくないというクリントン政権の思惑

事態が急展開したのは再び橋本の発言によってであった。橋本は9月17日、沖縄での講演にて海上ヘリポート構想について明らかにした。以降、この発想が世間一般でも広く知られるようになった。
なお、ヘリポートの位置であるが、これも当初からキャンプ・シュワブ沖と明言があったわけではない。しかし、新任の防衛庁長官であった久間章生は、1996年11月16日「現在地からそう遠くてもいけない。騒音問題もある。キャンプ・シュワブ沖合がかなり有力になるのではないか」と述べている。
1996年12月2日にはSACO最終報告が提出された。その中で「代替施設となる海上ヘリポートの機能としては1,300メートルの撤去可能な滑走路を備えることを挙げている。

### SACO最終報告の3案
3案の技術的な内容の出典は主に『日経コンストラクション』「普天間基地の代替移設問題 日米政府が海上ヘリポートで合意 施工法は「浮体桟橋工法」か「メガフロート」か」（1997年2月14日）による。
SACO最終報告に先立ち、日本政府は1996年10月に関係省庁の専門家で構成するグループ、および学識経験者を中心とするグループ、TAG（Technical Advisory Group 技術支援グループ）を設置し、施工法について研究を行った。TAGの座長は横浜国立大学教授だった合田良実であり、初会合は10月18日防衛庁で開催されている。研究結果は最終報告に先立ち公表された。海上ヘリポートに求められた土木的な条件は次のようなものであり、これを民間団体や企業に提示して技術提案を募り、その内容を検討した。
- 具体的な場所は想定しない（最終報告では沖縄本島東岸沖と曖昧にされた）
- 滑走路の長さは1500m
- 沖縄本島周辺の100年確率波浪などに対して安全性、耐久性を確保すること
- 想定水深は5m、25mの2案。

なお、いずれの案も水深が問題となるが、これは基地をどの程度沖合いに展開するか（或いは出来るか）と関係する。陸上から離れるメリットは騒音被害を極限化できる点にあり、関西国際空港などの海上空港が建設された目的のひとつは公害問題への対策にあった。
下記のような検討を経て、最終報告では杭打ち桟橋、ポンツーン方式メガフロート、セミサブ方式メガフロートの3案が現実的に実現可能として併記された。
なお、最終報告に基づき、続いての建設計画の作成は日米合同のFIG（Futenma Implementation Group 普天間実施委員会）にゆだねられた。FIGはSSC（Security Subcommittee 日米安全保障高級事務レベル協議）の監督下にあり、日米合同委員会（日米地位協定25条での設置機関）と共に、1997年12月までに計画を作成するように求められている。

#### 杭打ち桟橋工法（QIP工法）案
英称はQuick Installation Platformと言う。日本語ではこの当時、「浮体桟橋」と表現する記事が多かった。大手ゼネコンが参加する「沖縄海洋空間利用技術研究会」が研究していた。『日経ビジネス』によれば同研究会は元々は那覇軍港の海上移設を検討する目的で1994年に発足したものであった。海底に固定した鋼管杭により、滑走路や建築物の基礎となる上部工を支持する構造。Quickの名にあるように、急速施工を目指している。
施工はまず鋼板製のフローティングモジュールを工場等で製作し、次いで海上の設置場所まで曳航する。モジュールには予め支えにする鋼管杭の何割かを取り付けておき、設置場所でジャッキによりおろして海底に固定する。その後、今度は杭を更に伸ばしてモジュールを海面よりも上に持ち上げる。これらの作業が終わった後に残りの鋼管杭を取り付け、隣接するモジュールとの接続作業（当時は溶接を想定）を実施する。
本工法は当時既に実績が多く、アメリカラガーディア空港の拡張工事（19万平方メートル）で採用。基本計画の作成から設計に1年半、施工には3年程度と見積もられた。費用は100万平方メートル規模で2000億円（想定水深25m）。陸上とは連絡橋を用いて行き来する。
『日経ビジネス』によれば、海上ヘリポートで使用を想定したユニットの大きさは70m×30mでメガフロートに比較すると小さい。最初に打ち付ける杭が13本、ユニットに予め装着し、最初の段階のジャッキアップに使用し最後に固定する杭が8本、ユニット当り計21本を使用する。研究で目標とした要求に応えるにはユニットは400個以上が必要となる。ユニットの厚さは1.8mで、格納庫は中に置かず、全て上部に建設する。研究会副会長の大内仁は「設計技術、安全基準の評価が進み、実用化が最も進んだ工法」と自賛している。
当時指摘された建設面でのデメリットとしては杭が海底環境に与える影響があった。メガフロート派からもその点を突かれたが、研究会では杭は直径1～1.5mの鋼管であり、断面積は空港全体の0.7乃至1%程度であり、『日経ビジネス』では「撤去時には振動を与えながら杭を抜くため、穴は砂で埋まってしまう」と説明している。
1996年10月には1995年に基本合意された那覇軍港の浦添移転計画に連動して、浦添沖での設置を検討していることが報じられた。防衛庁筋は「那覇空港を離着陸する民間機の本島西側の航空ルートに米軍空域は重ならない」「MOB（後述）に比べ安価」といったメリットを挙げていたが、アメリカ側は「攻撃に対する耐久度が脆い」と難色を示していた。その他、浦添沖にはアメリカ軍の訓練水域は無く、普天間返還の日米合意条件である「沖縄の他の米軍施設・区域にヘリポートを建設」から逸脱する内容でもあった。更に、浦添市が反対を明確にしているという事情もあった。結局、浦添沖でのQIP案は放棄され、SACO最終報告で沖縄本島東岸沖となる。

#### メガフロート（ポンツーン方式）案
日本でポンツーン方式を初めて提案したのは1990年に設立された造船、鉄鋼、建設など96社で構成する「マリンフロート推進機構」であった。1995年4月には運輸省などの支援を受けて造船、鉄鋼など17社からなる「メガフロート技術研究組合」が発足し、3ヵ年で本方式のメガフロートを実現するための研究に着手した矢先に、基地移設問題が出てきた。研究会はこの時既に神奈川県横須賀市沖に、長さ100m、幅20m、厚さ2mの鋼製の浮体ユニットを展開し実験を開始している。
海上ヘリポートとして提案した内容としては長さ1500、幅500m、厚さ15m。構造物の内部は居住区やヘリ格納庫などに使用する。設計には1年、施工には4年半かかると見積もられた。使用する鋼材は90万トン。1トン当たりの建設費は20万円であった。本方式の場合防波堤を併用するため強度はセミサブ式に比べて低いもので良い。防波堤は撤去可能な構造とするため内部に砂を充填したタイプとし、延長2000m程度とされている。防波堤の建設費は2000mの場合で水深1m当たり6000万～1億円。本案も連絡橋を用いる。『日経ビジネス』によれば、1ユニットのサイズは縦300m、横60m程度を想定し、これを40～50個程度接合してデッキとする。また、組合の追浜事務所長木下義隆が洋上でのユニット接合を「造船会社が得意とする厚板接合の応用」と説明したことを紹介している（なお、1997年7月に技術組合が実施していた横須賀沖での洋上接合実験は成功した）。
『日経コンストラクション』によれば、当時指摘されたデメリットは水深の深い場所では防波堤の建設が困難になっていくことである。また、『日経ビジネス』は鋼構造物は長期耐久性に配慮が必要であり、濡れた状態で空気に暴露されるため最も腐食が進行しやすいスプラッシュゾーン（飛沫帯。潮の満ち引きで海中に没したり、海面に出たりする部分）の防食対策として、チタンクラッド材を張る方法を開発していたことを紹介している。
また、『日経ビジネス』によればQIP派より指摘された問題点として、
- 揺れの問題が大きく、居住性が損なわれる可能性がある
- メガフロートでは防波堤設置による海底、潮流への影響が心配される。
- 本体施設と海面に隙間がないので、下に日光が入りにくい。

などがあった。揺れの問題については米軍筋からも疑問が呈され、「いくら防波堤があるとは言え、台風が来れば海面は揺れるし、橋の通行が不能になれば軍事基地の用をなさない」と使用上の制約に難色を示している。
これに対しては次のような反論が紹介されている。
- 防波堤があっても潮流が無くなるわけではなく、プランクトンは生息可能
- 魚は物陰に寄る習性があり、実験施設では沢山の魚が集まっている

同様の問題について、メガフロート技術研究組合の支持母体、共同研究団体であるマリンフロート推進機構は2000年に出版した浮体構造物技術書の中で次のような内容を説明している。それによれば、横須賀沖で2段階のフェーズで実施したポンツーン式の実用実験では人が不快感として感知し、居住性を損なうような揺れは全く観測されず、動揺で研究が必要とされていたのは浮体の全長に匹敵するような超長周期波との共振や弾性変形による高周波微少振動などであったと言う。そして、「これらの研究・開発により、構造解析や挙動解析といった基本的な分野での研究はおおむね終了したものと考えられる。今後は浮体構造物の性能向上、例えば波浪動揺の減少や防波堤の簡易化など、コスト面で競争力のある浮体構造物の追求が検討の中心となる」と総括している。

#### メガフロート（セミサブ式）案
本方式は関西国際空港1期工事の工法を検討していた1970年代後半に提案されたことがあるが、当時コストと耐久性についての技術的課題が未解決であったため棄却された経緯がある（別節で詳述）。「メガフロート技術研究組合」は海上ヘリポート提案に当たって本案も提案した。長さ、幅はポンツーン方式と同じで厚さは12m。内部の利用法もポンツーン方式と同じである。メガフロートとしてはポンツーン方式より先に考案されたが、波浪を防波堤で遮断しないため構造物の強度が必要になる。メリットとしては水深の深い場所でも建設が可能なことである。
コスト面ではポンツーン、QIPより割高で、両工法に比較して2倍以上とされている。また、陸上との連絡方式は船舶となる。スプラッシュゾーンの面積がポンツーン型に比して大きくなり、腐食、メンテナンスリスクが増大する。しかも、チタンクラッド材は高価なことが欠点であった。このため、研究組合に参加していた住友重機械工業は大型のセミサブ式メガフロートの長期耐久性を向上するため、上部デッキから海面に達するスカートを設け、内部の閉鎖空間に窒素ガスを充填することを考案し、特許も取得した。
メガフロート全般に言えることとして、荒天時の波浪など外界の圧力により構造物が微妙に変形する際、繰り返し荷重を受けてクラッドが剥離に至る危険もあった。研究組合に参加していた新日鐵はこの問題の解決に努力し、2000年代に接着面に液体などを充填する旨の特許を出願している。

### その他の提案
SACO中間報告などを前提に日本政府でヘリポート検討が進められるのと並行して、民間からも様々な提案が行われた。

#### 重力着底型プラットフォーム案
英略称SBSP。大林組により1996年10月、防衛庁に提案された。水深100mまで対応可能。コンクリート製の重力式基礎を海底に設置し、海面上に鋼製脚を伸ばしてデッキを上に載せ連結する。当時既に海底油田での施工実績があった。建設費は長さ900m、幅90mのヘリポートを想定した場合約1500億円（『財界人』1997年7月号では2000億円）とされた。本案の陸上との連絡方式も船舶である。メリットとしては大規模な基礎工事が不要であり、波の影響を受けにくく、コストや環境の面でも有利であり、メガフロートよりも安価に出来ると説明された。工事期間は2年から2年半で、波に強い特性から防波堤は不要である。
本案は北海油田開発基地の建設実績を持つノルウェーのアーケル・ノルウェージャパン・コンストラクターズ社（本社はオスロ）との技術提携を元に作成した。

#### 移動海上基地（MOB）案
英称はMobile Offshore Base。この当時既にアメリカ軍が研究を始めていた。1996年9月に橋本が海上ヘリポート案を示した際一気に世間の注目を浴び、一時は有力候補と目され、当時の海兵隊司令官であったクルラックなど、関係者が期待を示している。
アメリカ軍は1960年代から70年代にかけて、国防高等研究計画局で「Mobile Ocean Basing System Project」と題してこの種の施設の研究を実施していた。
しかし、1990年代になって必要性が従来より強く認識された理由として、下記が挙げられている。
- 1980年代後半頃から軍産官学各界で開発への機運が盛り上がった[47]。
- 湾岸戦争の際、海上兵站輸送に支障をきたした[注 14][48]。
- 湾岸戦争当時より「次の時には今回のようにトルコやサウジアラビアの基地提供が得られる保証はない」と言われていた。一般論として、アメリカが軍事力を行使する際、その場所や近傍に基地を確保出来る保証はないことも指摘されている[48]。

兵站上の理由が挙げられているが、『朝日新聞』はMOBが事前集積船隊の思想の延長にも当っていることを報じている。
また、ジョージ・H・W・ブッシュ政権を通じて国防長官であったディック・チェイニーの署名による湾岸戦争を総括したレポートでは、当初1年が必要と見積もられた部隊展開を半年で達成したことや、その要因であるサウジアラビアへの基地建設投資、及び技術開発成果を自賛する一方、「砂漠の嵐作戦に基づく2つの取り組み」として技術革新と将来への備えを勧告している。
船橋洋一は普天間問題で本案が注目を浴びた時、MOBを推進してきたキーマンとして、第6艦隊司令官として湾岸戦争に参陣したウィリアム・オーエウェンズ退役海軍大将の名を挙げている。
このため、国防総省は1990年代初頭より「地域紛争対処型新兵器システム」として実用性の検討を開始し、海軍の研究機関が中心となって要素技術の開発が進められた。1991年にはハワイ大学で『International workshop of VLFS』（VLFS'91 第1回超大型浮体式海洋構造物に関する国際ワークショップ）が開催された。国防総省は1992年から翌年までの研究開発基金を生み出すことに成功した。その後、国防高等研究計画局は1993年から1996年まで「Maritime Platform technology」と題して研究を行った。クリントン政権にはチェイニーの後釜で新政権で最初の長官となったレス・アスピンのように、技術革新に強い関心を示した国防長官も居た。しかし、江畑によれば政権としては国防予算は減額傾向にあり、MOBに高い優先順位は与えられなかった。1996年より3000万ドルの予算で、MOBのような洋上プラットフォームの建造にどのような技術が必要であるかの研究を進めることとしたが、これは予算を少し消費しただけで中断した状態になった。
1990年代末、普天間代替基地の候補と目されていた頃考えられていたMOBの構成について説明する。提案はアメリカの民間企業3社で検討されており、内ブラウン・アンド・ルート社の作成したMOBのパンフレットが最初に日本国内で出回り始めた。
B&R案
B&R社は概念設計を請け負った。用語としてのMOBを生んだのもこの会社である。研究は再編されたばかりの研究機関、NSWCCD（Naval Surface Warfare Center、Carderock Division）のテーラー水槽にて1993年7月から1994年11月まで続けられた。同社は60分の1のスケールモデルを作成して各種の試験を行っている。
このMOBはそれぞれ独立したセミサブ式メガフロートであり6つのモジュールで構成される。モジュールはCommand Module（指揮管制モジュール）、RO-RO Module（兵站モジュール）、Warehouse Module（倉庫モジュール）、Thuruster Module（スラスターモジュール）の4種に分類できる。6つのモジュールは同じサイズである。MOB両端部にはスラスターモジュールが設置され、同モジュールは出力1490kWのものが12基設置されており、移動、位置保持を行う。上構は3つのデッキからなり、一番上がフライトデッキ（飛行甲板）である。
『選択』誌によれば、各モジュールのサイズは長さ170m、幅100m、高さ70mとなっている。各モジュールは洋上で連結して完成する。10ノットで移動することも出来る。江畑謙介によれば各モジュールに分割し、曳航するタイプも検討されていたと言う。発着が想定されているのは、ヘリの他、C-130や同機の給油機仕様のKC-130が考えられている。
下記に専門誌に掲載された主要目を示す。
- 全長：152m（アッパーハル、6モジュール結合時914m）
- 幅：91m
- 高さ:65m
- 喫水:30.5m（満載）、12.8m（移動時）[注 16]
- 排水量:677122メートルトン（MT 満載）
- 搭載能力：
  - ドライカーゴ148400MT（車両含）、使用スペース254000平方メートル（フライトデッキ除く）
  - リキッドカーゴ49800MT（大半はlower hullに収蔵）
- 速力:
  - 6.2ノット（at survival draft when fully assembled）
  - 8.5ノット（transit draft）
- 耐用年数:40年

なお、『Journal of Marine Science and Technology』によればtransit draftとするには貨物の一部を降ろす必要がある。また、スラスターモジュールではなく、各モジュールにスラスターを分散させることがB&Rより提案され、合計出力35790kWでは位置保持に出力が不足していることが明らかとなった。
車両移動はSS3（Sea State、状況によりSS4でも可）、主要な荷役作業はSS4まで可能である。ただし、大半のRORO船が港湾での荷役を前提にしているため、モデル試験で挙動を定量化する際、やや主観的に決定した要素がある。コンテナのクレーン荷役は殆ど研究されなかった。実用化に際しては追加の研究を必要としていたと言う。
同社は橋本発言の直後、「開発は既に85％が終わっている」と述べていたが、上記のように実物サイズはまだ1基もない状態であった。費用は6モジュール合計で2000億円と見積もられたという。国防大学にも模型が飾られていたという。
作戦運用上のデメリットについては、当局者のコメントとして下記が報じられている。
- 大きさの制約から基本的には滑走路機能しか持てない
- 陸上との連絡は桟橋などに頼れず、兵員輸送にはヘリを使用するため、沖縄本島に支援のための大規模地上施設が必要

Mcdermott案
McMOBと呼ばれている。同社は舶用クレーンの分野で知られ、論文の中で三井造船が建造を担当したDERRICK BARGE No.102など過去の実績に触れているものもある。同社は1995年11月から契約に基づき、概念研究を行った。研究ではB&R社の概念設計の教訓を取り入れている。設計に際してはC-17の運用を意識してサイズが決められている。大きさの等しい5つのサブベース（モジュール）から成る。ロワーハルはタンカーに類似した形状とされている。本案もNSWCCDのテーラー水槽にて60分の1のスケールモデルを作成して各種の試験を行っている。風洞、流体試験は1996年夏で終了し、予備設計も1997年夏で完了の予定であった。下記に専門誌に掲載された主要目を示す。軍は1995年に要求仕様を示したが、McMOBは速力などで部分的に上回る仕様となっている。
- アッパーハル
  - 全長：300m（5モジュール結合時1500m）
  - 幅：153m
- 高さ:67m
- カラム:8本（4×2）、直径27m、横方向中心間隔92m、縦方向中心間隔72.3m
- ロワーハル:2基（ポンツーン）、中心間隔92m
  - 全長:260m
  - 幅:44m
  - 深さ:14m
- 喫水:35m（Operational draft）、30m（Survival draft）
- 重心:基線より30m上方
- 連結ヒンジ数:8（自由度3）[55]
- 排水量（1モジュール当り）
  - 190544MT（Transit draft 30000MTのドライ/リキッドカーゴを含む）
  - 374 000 MT（Operational draft of 35m）[56]
- 搭載能力：
  - 60000MT（Maximum payload、1モジュール当り、ドライ/リキッドカーゴ計）
- スラスター出力:50000kW（1モジュール当り、6250kW×8）
- 速力:
  - 15ノット（10.8m transit draft、full payload）
  - 14ノット（12.2m maximum payload）

モジュール間の連結はSS5まで可能で、SS7では切離す。模型実験の結果、SS4にて接舷する船舶は相対運動を抑制するように設計したものである必要が分かった。
Kværner Maritime/ボーイング案
柔軟性を持たせたトラス構造のアーチ状の長大橋で架橋する。論文ではFlexible Bridge MOBと紹介されている。
- セミサブ全長:213m　3基
- 長大橋全長:457m　2基

ベクテル/レイセオン/Nautex案
Independent Module MOBと称される。全長500mのセミサブ式モジュール3基が縦に並んだものであるが、ヒンジや橋による連結は行わず、Dynamic positioningによって位置保持を行う。
小型案、移設検討の中での議論
橋本は海上ヘリポートと述べただけだったが、アメリカの一部関係者はMOBに乗り気であった。1996年9月20日に開催された「2プラス2」後、国防次官補代理のキャンベルは、セミサブ式の油田掘削リグを例示しながら「日米両国はこれらの問題で大きな技術力を持っている」と移動式海上基地に対する期待を示した。
クルラックも同様で、20日に開いた記者会見ではMOBへの移設可能性について語った。その中で「ある時にはフィリピン沖に係留して訓練をし、ハスの葉のように行ったり来たりする」とMOBの性格を説明している。ただし、梅原季哉などによればクルラックは元々冷戦後の脅威が世界に拡散したことに対して海兵隊の分散配置と技術革新で応えようとする考えがあり、1996年にトム・クランシーが出版した『Marine: A Guided Tour of a Marine Expeditionary Unit』でもクルラックは事前集積とMOBの概念について応えている。また、当時海兵隊が纏めた「2010年の海上事前集積」という文書では従来型事前集積船、超高速輸送船、MOBの3本柱で構想が描かれていた。海兵隊本部の戦略構想部門からクルラック直属の戦闘実験室実験作戦部門長に異動したジェームズ・ラズウェル大佐はMOBの活用法について机上研究を繰り返したと言う。9月30日には沖縄沖での導入を前提に、国防総省が近く米企業と新たな研究契約を結ぶと報じられた。研究には6～9ヶ月の期間を見込んでいる。
しかし、10月に入るとMOBの規模を縮小し、移動も余り重視していないと報じられた。これは小規模なMOBで、実行可能性調査（feasibility study）も完了して技術的に可能と結論された。浮体海上施設（FOF）と呼ばれ、300m四方の正方形であった。喫水は30m以上。兵員居住区、弾薬、燃料、格納庫等の設置が主目的となっている。『琉球新報』は「訓練限定型」として報じており、技術的に未知数な点が多いこともあり、中間報告の段階でQIP等の日本側提案を受け入れたと述べている。この時点で、11月下旬までの結論は困難との観測も流された。『日経コンストラクション』によれば、SACO最終報告を出すに当って日本政府が設置したTAGなどの研究グループは、本格的には検討の対象としなかったようである。なお、ラズウェルは小型MOBの検討について「オスプレイが発着できるだけの規模はぜひ必要」と述べている。
ただし、大型のMOBが諦められた訳ではなかった。むしろ小型MOBは早期に報道されなくなり、日本側が示していた各案に匹敵するサイズである、B&R社案などが引き続き登場している。例えば『選択』誌はFIGの場にてアメリカ側がSACO最終報告の3方式に「難癖をつけ、落としどころとする可能性は捨てきれない」旨の観測も示している。
MOBというシステムが持つネックとしては『世界週報』などにて下記が指摘されている。
- 小型のMOBであっても海上ヘリポートの2～3倍の建造費用がかかる[64]。
- 移動可能という空母のような性格を持つため、建造後日本が所有権を保持すれば攻撃用装備として論争を引き起こす可能性がある[64][65]。
- 移動可能という空母のような性格を持つため、アメリカ側に譲渡すれば、武器輸出三原則に抵触する[64]。
- 日本が貸与するにしても、事実上の管理権がアメリカにあるならば、アメリカ軍が必要と考えて日本以外のどこかに移動して作戦に投入する可能性がある[48]。
- 上記を懸念して普天間代替用と言う目的を貫徹し、沖縄近海以外の移動を禁じるのであれば、最初から高価な移動式にする必要がない[48]。

なお、SACO後に検討を再開するきっかけとなったのは1998年にイラク情勢が不穏となった際である。この年の2月、トルコ、サウジアラビア、バーレーンなどはイラク攻撃用航空機の発進場所として自国の基地使用を拒否するかのような態度を取ったため、一部には憂慮された事態が現実のものとなったと受け取られた。
また、当時のアメリカ軍からは海軍や海兵隊ばかりでなく、陸軍や統合参謀本部から、特殊作戦部隊の発進基地、地上部隊と支援部隊の洋上基地、軍用装備と補給物資の貯蔵基地、病院など様々な用途への使用が構想されていた。当時、海兵隊は2010年以降の洋上事前配備計画の中でMOBの利用を研究しており、陸軍は2010年以後のあり方を決定する「Army After Next」研究計画で、陸軍大学で実施するシミュレーションにてMOBの使用をシナリオに組み込む予定であった。
この少し後の2000年に日本造船学会主催で行われた学術報告によれば、要求設計条件は下記のように厳しい内容である。
- SS 6までの波浪中での航空機の運用が可能であること
- SS 3までは艦船による貨物の荷役作業が可能であること
- 40年の耐用年数
- ハリケーンや台風のなかでの生き残り等

また、技術的課題としては、下記が挙げられている。
- 構造強度上の最も重要な問題の1つはモジュール間の結合/分離メカニズム
- 荷重や構造方式などで未解明の問題がある
- 縦曲げモーメントよりも、波や潮流による横曲げモーメントの方が過酷
- 極端に長い形状のために、通常の船や海洋構造物では起こらない問題が生じる

マリンフロート推進機構は専門書にて期近に実現の可能性が高い外洋形構造物が何かを想定する際、MOBを水深数百mの大水深域における浮体に区分し「一足飛びの1.5km浮体では実績に裏付けられた技術レベルからのジャンプ量が大きすぎると判断される」と評しており、日本の当面の開発目標として、外洋大水深域では数百m規模のサイズの浮体を開発目標にするよう提言している。

#### 埋め立て案
太田建設から両国政府に提案された。社長であり沖縄商工会議所会頭の太田範雄は軍事専門誌に記事を載せている。想定地はキャンプ・シュワブ沖、正確には宜野座村北部から名護市南部にかけてである。人工島はキャンプ・シュワブの訓練水域に設置し、沖合いの空港部分と陸上との連絡部からなる逆L字型である。陸上との連絡部分はキャンプ・シュワブ内に設置し、有事の際にも十分機能を持つものとしている。その北側には普天間と同じくSACO中間報告で返還計画に組み入れられた那覇軍港と牧港補給地区（キャンプ・キンザー）も移設する案であった。
那覇軍港は面積が56haほどあるが水深は10mに満たず、大型艦の停泊・旋回に難があった。1974年に日米政府で返還が合意されていたが、移設作業が進まなかった。しかし、1995年の日米合同委員会決定を経て、1996年のSACO報告では牧港に程近い浦添市沖へ35haに縮小しての移設が合意されたばかりであった。太田案ではこれも辺野古に移設することで那覇の振興に繋げる考えであった。なお、牧港補給地区の面積は245haである。
計画概要は次のようなものである。
設定する上での自然条件
- 海岸から1.5km～2.0kmの位置に水深0.5m程度の珊瑚礁が広がり、それらの陸側は水深3.0～5.0m程度の浅い珊礁になっている。
- 風向・風速は年間を通じて北～北東の風が35％の出現率である。風速10m/s以上の風向きの頻度は、南西～北北南または南東～南が多い。風速については陸上の1.2～2.8倍である。
- 波浪は、リーフ内の海水の出入りのために宜野座側のリーフの切れ目に集中して海水の入れ替えが行われている。
- 久志湾内は、内陸部で発生した赤土の流入により、かなりのヘドロが堆積している。

計画設定値
計画面積は計525haである。内訳は次の通り。
- 空港機能：300ha（『日経コンストラクション』ではヘリポート250haとなっている）
- 港湾機能：80ha
- ストックヤード：145ha

上述の説明や記事された記事の添付図から明らかでもあるが、形態は後年のロードマップで確定したV字型滑走路ではない。具体的には下記のようになっている。
- 3700mの滑走路1本が設けられ[注 19]、並行してヘリポート数ヶ所と整備、管理施設等が配置されている。
- 荷揚げ岸壁はコンテナヤードとバラもの荷揚げ部分に分けて設置する。接岸場所は水深確保が容易であるように外洋に設定する。
- 港湾内の海水は潮の干満に従って入れ替わり、潮流の妨げにならないようにする。
- 軍港両岸、飛行場北岸に倉庫、屋外荷物集積場を配置し、牧港補給基地の代替移設場所に供する。

付帯事項
次のような趣旨が述べられている。
- 辺野古地区の漁民（約60人）が大浦湾を経由して海洋に出るのは不便なため、陸地とキャンプ地の間に水路を設ける。幅は200mであり、両岸は架橋する。
- 交通事故防止のため、沖縄自動車道からキャンプ・シュワブにアクセス道を設けることで、米軍車両が一般道を通行しないで済むように計る。
- 滑走路は軍民共用とし、花卉園芸商品、農水産物等の日本本土への移出に使用する。
- 沖縄県のアクション・プログラムの実現する2015年以降は完全民間空港、貿易港として使用する。
- セミサブ式メガフロートは瞬間風速80mに達する沖縄近海では不適であり、漁場荒廃の恐れもある。また県内への経済波及効果も無い。埋立計画の方が費用も安価であり、県内業者で施工可能である。
- 本計画は周辺の海底から土砂を吸い上げる干拓作業であるので、赤土流出によって周辺海域を汚染することは無い。

架橋と埋立による連絡路の他に辺野古崎の埋立地とを結ぶ地下道を設置し、軍用物資の搬入と避難路を兼ねるようにする。なお、大浦湾所在のリーフは魚介類が豊富な漁場であるため、計画から外すように考慮している。太田案の工事費は約6000億円である。
以上が計画内容である。太田建設は当時沖縄の新興建設会社で、1970年代から80年代にかけて、勝連半島沖、平安座島での石油備蓄法に基づく民間石油備蓄基地建設に当たった実績がある。なお、比較的水深の深い埋め立てであった関西国際空港の場合、水深は20m前後であった。防衛事務次官の村田直昭は1997年1月16日、「地元全体の意見が出てくれば無視する訳にはいかない」とコメントした。
なお、太田は目的のひとつに「普天間基地に現存する海兵隊の基地機能を嘉手納空軍に移設集中することによって、嘉手納基地の機能強化されることを防止」することを挙げている。また、地元から計画案を提出した意図については、過去の沖縄史では他律的に運命を決められてきたのに対して、当時の副知事であった吉本の「沖縄が主導権を握るべきだ」という言葉を挙げて、積極策を採って基地問題解決に対処するための一策という趣旨を述べている。
結局のところ、メガフロートが開発途上の技術で実績が少なかったこと、地元経済に配慮する必要性が唱えられたため、（太田案そのままではないが）工法としては埋め立てが優勢となっていく。

#### 名護市の計画
普天間基地の移設候補地に浮上する以前、名護市が計画していたものに「名護湾ウォーターフロント開発構想」がある。ニュー沖縄研究会は「民間による共用を前提として推進されるのならば名護市の長年の夢が実現する」と述べ、開発構想に基地移転計画を包含し、返還後の大規模開発計画を立てた案を考案した。
構想は奥間や伊江までを含んだ広範な内容だが、その内辺野古、宜野座、金武の一帯については「サンライズリゾート拠点」と位置づけされている。スポーツによる健康増進、治療をテーマとした長期滞在型のリゾート地が計画され、沖合いに2000m級の滑走路を持つコミューター機の乗り入れを前提とした空港人工島が建設される他、沿岸も埋立、整形することになっている。本構想も太田案と同じく軍事雑誌に掲載されている。このように、名護周辺の埋立自体は基地移設以前から地元で構想されていた。

### 建設・造船業界の動向
メガフロート各派にとっては、本プロジェクトの受注は悲願であった。経済誌の中にはこの動きに着目して報じたものもある。代替ヘリポートの工法選定では、関西国際空港工事の際に引き続いて工法の選定にしのぎが削られたと言う。
かつての関西国際空港の場合、メガフロートの活用は1970年代には造船工業会により提案され、1985年頃1期工事の計画に当たって、折からの長期不況にあった造船各社、および鉄鋼各社はセミサブ式を推した。その後の1994年頃の2期工法計画の際には、ポンツーン式を推していた。2期の時にポンツーンとしたのは、周囲に防波堤を築き、コスト面でも有利な同方式ならゼネコンやマリコンの協力も得られるとの計算が働いていたとされる。この争いは政官財をあげての大騒ぎとなった。しかし、1期に続いて2期でも工法は埋立方式が選定された。メガフロートが漏れた理由は下記に纏められる。
- 実績が無かったこと（『エコノミスト』『財界人』は共に最大の理由としている）
- 政治家への食い込みが少なかったこと

また、埋立方式を推していたゼネコン、マリコン各社も不同沈下や埋立工期の短縮、ヘドロや残土処理のため、多くの技術開発に努力していたと言う事実もあった。
そうした経緯があるだけに、運輸省が音頭をとった「メガフロート技術研究組合」の熱の入れ方は半端ではなかったと言う。今回の場合は組合の発足した1995年7月、運輸大臣であった亀井静香が第7次空港整備計画（期間：1996～2000年）にてメガフロート工法を積極的に取り入れる方針を明らかにし、翌1996年9月には亀井や同じく運輸相を務めた経験のある平沼赳夫などを中心とする「メガフロート実用化推進議員連盟」も発足していた。
造船業界での中核企業は三菱重工業（同社会長の相川賢太郎は「メガフロート技術研究組合」の理事長を務めていた）や、日立造船である。また、川崎重工業の会長であった大庭浩はメガフロートの実用化を目的として1990年に設立され、産業横断的に99社が参加しているマリンフロート推進機構の会長であった。『エコノミスト』誌によれば、セミサブ式はコスト面の問題から最初に外れ、QIPとポンツーンの一騎討ちになっていたと報じている。また、ある造船工業会の幹部は「造船業界は納期と工期をきちんと守る。過去にゼネコンが手がけた大型公共事業のように建設費が途中から増えたり、完成時期が延びたりすることは無い」と述べた。QIPとポンツーン式の事業費はほぼ同額と見積もられていたが、最終的な総事業費はポンツーン式の方が安くなるとの見通しを示したと言う。
一方、普天間問題と言う採用の機会が突然沸いてきたことによる準備不足もあった。メガフロート技術研究組合は鉱工業技術研究組合法の制約から、具体的な営業活動が出来なかった。そのため他の案と異なりこの時点までは地元と公に話し合う場すら無い状態であった。そこで、1997年1月31日、メガフロートに関わる大企業18社は「超大型浮体総合システム研究会」を発足し、営業活動の母体とすることとした。
『日経産業新聞』によれば、この頃地元からメガ派に出ていた提案としては下記が挙げられる。
- 75haの浮体基地内に100万トンの淡水を備蓄し、近隣市町村の水不足に水道事業を展開[注 20]
- 水深300mの深水層から低温清浄で栄養分の多い海洋深層水を取水し、基地の冷房やエビなどの養殖に役立てる

また、『日経産業新聞』によれば超大型浮体総合システム研究会側から地元への提案としては次のような内容を研究していた。
- 研究会の目算であるメガフロート案全体工費3000～4000億円の内、1000～1500億円は防波堤部分であり、地元施工が見込める
- 300m級の乾式ドックを地元に建設し浮体ブロックを建造委託し、爾後は「離島苦」解消に資するためフェリー修繕技術の指導を行って産業振興に資する

一方、『財界人』『選択』などによれば、海洋土木企業が参加するQIP派では「沖縄海洋空間利用技術研究会」の幹事を新日鉄が務め、ゼネコン各社と日商岩井が主体となっていた。異色のメンバーとしてはレイセオンがおり、『選択』にはミサイルの売込みなどを通じ防衛業界とは太いパイプがあるなどと書かれている。1997年当時、レイセオンジャパンの社長は元第7艦隊司令官のロバート・フォーリー（Sylvester Robert Foley, Jr. 在任1978年5月31日–1980年2月14日）退役海軍大将であり、QIP組にとり心強い支柱と言われていた。なお、鉄鋼業界についてはメガフロートで鋼材のサプライヤーと見込まれるのは勿論のこと、桟橋構造であるQIP工法でも多数の杭を打ち、その合計は1万トンに上るといった面があったため、QIPでもある程度の需要が見込めた。
また、「沖縄海洋空間利用技術研究会」と「メガフロート技術研究組合」の両方に参加する企業も何社もあり、ゼネコンでも鹿島などは防波堤技術でメガ陣営に協力をしているため、単純にメガ派とQIP派に峻別できる訳ではなかった。
このヘリポートは将来のビジネス展開においても天王山と見られていた。メガフロートの用途は空港以外にも様々な内容が考えられており、官公庁は過去の実績を重視するため、ヘリポートに採用された工法が将来においても有利と見られていたからである。
しかし『エコノミスト』によれば、共通するリスクもあった。それは現地が海上ヘリポート自体に反発を抱いていると報道されていたことである。それを無視してPRを行った場合、工法のイメージに傷がつく可能性もあった。
また、特に造船業界が警戒していたのは地元に利益が還流できる埋立方式であった。埋立方式のメリットとしては地元への利益配分以外に下記が挙げられている。
- 耐用年数100年を謳っていたメガフロートなどに対して恒久利用が可能である
- 漁業などへの補償のシステムが確立している

従って政治判断が働けば不利であることは造船業界でも認識されていた。それは1997年9月の防衛庁による基本案表明（下記）にて、セミサブ式のメガフロートが除外され、5年後にQIPと共にポンツーン方式も棄却されたことで現実のものとなり、造船業界は再び建設業界に破れたと言われることとなる。

### 研究者の動向
当時日米両国は『International workshop of VLFS』など幾つかの研究者の集まりを通じて浮体構造物関係技術の紹介に熱心であった。『International workshop of VLFS』は元々、アメリカでの移動式海上基地（後のMOB）への関心の高まりに伴って1991年にハワイ大学で最初の会合（VLFS'91）が開催された。元がMOBのために開かれたような性格があり、5年ぶり2回目となった葉山での開催（VLFS'96）でもMOB関係の発表が行われている。このような経緯から普天間問題の頃には国内の研究者向けにある程度の情報は入って来ており、VLFS'96は経済誌からも注目されている。なお、MOB関係の発表では国防総省の許諾があった旨が述べられているが、これらは動揺解析など一般的な浮体構造の研究内容ばかりであり、尚且つ日本側の受け皿は主に運輸省傘下の機関であった。自衛隊、防衛施設庁の専門誌が扱うような、攻撃に対する耐久性について掘り下げた研究は発表されていない。
なお、韓国政府は2000年代には「世界平和の島」として済州島を指定し、平和推進事業を進めていたが、先行ケースの視察のため同国海軍基地建設やアメリカ軍に反対する研究者が来沖し、普天間を視察している。

### キャンプ・シュワブ移設案の登場、基本案の提示

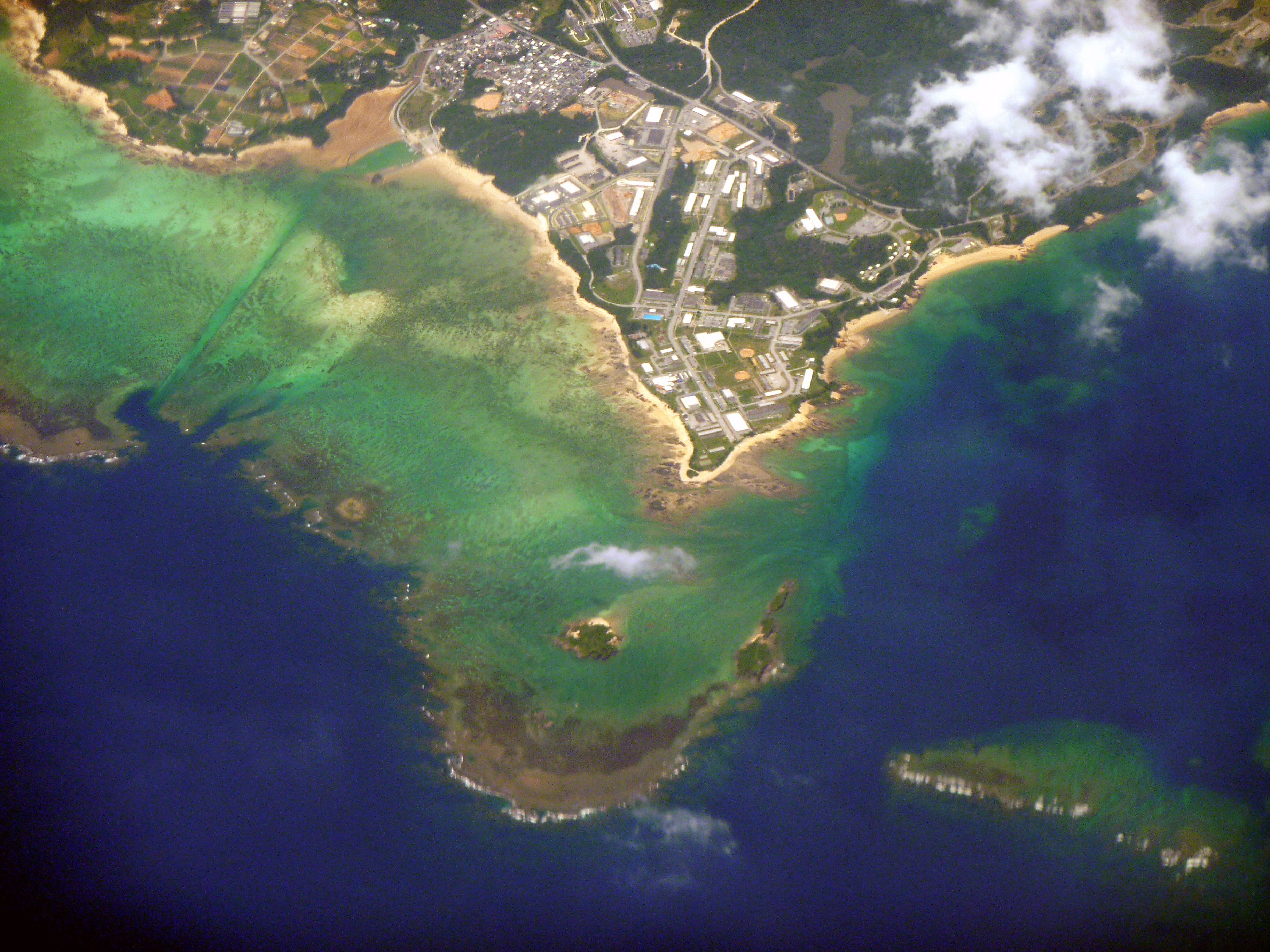
キャンプ・シュワブのある辺野古岬付近（左側に、辺野古および豊原の集落を望む）

政府関係者から暗示するようなコメントは出ていたものの、SACO最終報告では海上ヘリポートの建設地として、沖縄本島東海岸沖としか明記されなかった。しかし、1997年1月には名護市辺野古のキャンプ・シュワブ地域が移設候補地とされた。
なお、アメリカ側も海上ヘリポートを含めた検討作業を実施しつつ、日本との交渉に臨んでいた。アメリカ軍は1960年代にも辺野古崎付近に基地建設を計画し、1966年には久志湾全体を埋め立てて3000mの滑走路2本を持つ基地新設を計画したことがある。SACO協議の時点で日本側に参考として提示していた。その時の調査内容も参考にしていた。国防総省は1996年に調査を実施し、1997年9月に『DoD Operational Requirement and Concept of Operations for MACAS Futenma Relocation, Okinawa, Japan (Final Draft)』(『日本国沖縄における普天間海兵隊航空基地の移設のための国防総省の運用条件及び運用構想最終版』) として纏めた。この調査の中でランウェイの方向について1966年の調査を引用して7/25とするべき旨が触れられている。荷役設備の必要性についても言及されており、沖縄県は情報収集の一環として基地対策室を通じてこの文書を入手している。
1997年9月、防衛庁は普天間飛行場移設対策本部を設けた。1997年11月5日、日本政府はヘリポート計画の概要を基本案にまとめ地元に提示した。この際、工法はQIPとポンツーン式が併記され、これに先立ちセミサブ式はコスト上の問題から外されている。ヘリポートに備えられる機能は下記の通り。地元に提示した文書は移設対策本部の手になる『海上ヘリポート基本案について』と題され、パンフレットも作られた。下記に主要事項を列挙する。
- 海上ヘリポートの規模：長さ約1500m、幅約600m程度
- 滑走路：（長さ約1300m、幅約45m）
- その他の施設：管制塔、格納庫、駐桟場、整備施設、倉庫等、所要の施設
- 配置部隊：現在普天問飛行場に所在する部隊のうち、ヘリコプター部隊及ひその運用に関連する部隊が移註する
- 駐機数：普天間と同規模（約60機 当時の配備機としてUH-1、AH-1、CH-53、CH-46を列挙）
- 移駐人員：約2500名程度[77]
- 騒音対策：約1.5km沖の環礁内に設置するため最も近い住宅地でもWECPNL70以下

### 北部振興資金
1999年11月22日、稲嶺惠一知事は基地の移設先を正式に辺野古沿岸域に決定。稲嶺と副知事は、基地の15年使用期限や名護市を中心とする北部市町村振興策の要望などを政府へ提出した。同年12月27日、名護市長の岸本建男はこれを受けて記者会見し、「代替施設の受け入れを容認する」と表明。しかし7つの条件を満たす具体策が明らかにならなければ、移設容認を「撤回する」と述べた。
政府は15年の使用期限について明確な回答を避けたものの、北部振興策については速やかに閣議決定を行うとした。そして青木幹雄内閣官房長官は、北部振興事業について、概ね10年間で1,000億円の特別の予算措置を確保するとし、北部振興基金として2000年より取り組むとした。この北部振興費は2000年度より政府予算に100億円が組み込まれることとなり、実行された。
2006年この振興費に対して、守屋武昌防衛事務次官が振興策について、基地受け入れを負担する自治体に対し、国が地域振興で対応するものと理解していると「北部振興策と普天間移設はセット」の見解を出す。翌2007年7月、小池百合子防衛相が北部振興凍結を示唆する。しかし12月、普天間飛行場移設措置協議会で事業の凍結解除が決定された。
2000年度から始まった北部振興策は、約10年間で1,000億円の予定であったが、2009年度の前半執行分までの合計で、結果として770億円が投じられた。

### 名護市の住民投票
当初、代替施設建設に当該地である名護市長の比嘉鉄也や名護市議会も反対していたが、北部地域振興策などが提起されるに従い、当該振興策を条件に建設容認へと市長・市議会の意見も変化していった。
一方、基本案の表明に先立つ9月頃から基地反対派による住民投票実現への動きが活発化し始めた。両派の動きが活発化する中で、比嘉によれば知事である大田の言動は「優柔不断」になっていったと言う。なお、当時の比嘉の現状認識は「『一義的には国と名護市の問題である』と言い続けて、県は国と市の仲介役でありながら、ほとんど形式的であり、逃げていくような格好に私は見えました。そういうことでは、（中略）基地の返還とか、整理、統合、縮小という問題の展望は、全然開けないわけですね。だから、私は住民投票でも何でもいいから、名護市ができる範囲内のことは早く終わってしまった方が、基地問題を前進させる上で一番いいと思いました。」と言う。なお、比嘉は歴史的な南北の経済格差を助長しているとして大田県政に批判的であった。
従って住民投票条例の制定に際しても比嘉は妨害をしなかった。当時、名護市議会は与党が優勢で否決しようと思えば可能であり、そのことを知った中央政界からも官房長官を務めた梶山などが要望してきたと言う。しかし、比嘉の見立てでは市政の混乱が増すだけであると判断し、条例自体は制定に至る。
名護市条例に基づく「名護市における米軍のヘリポート基地建設の是非を問う市民投票（名護市民投票）」は1997年12月21日に行われた。投票率は82.45%、内訳は反対票16639票（52.85%）、賛成票14267票となり、反対票が半数強を占めた。

### 比嘉名護市長の受入れ、辞意表明
比嘉は元々住民投票の結果に拘泥するつもりはなかったが、結果を見て「そんなに負けてはいない」と思ったという。そして投票から2日余りが過ぎた12月24日早朝、比嘉は自宅に支持団体の副会長をしていた仲泊弘次を密かに呼び、「大田知事に会って、『知事が受け入れに対して、賛成だろうと反対だろうと、どちらの考えでもかまわない。受け入れの責任は、自分が一切もってかまわないから。その際、表明の席上に、ただ隣に腰掛けてくれていればいい。泥は地元・名護市長がかぶるから』という話をしたい」と発言した。この時点で辞意については言明していなかったが、杯を交わした後、同じく自宅に呼んでいた助役の岸本建男を前に「ここにいる岸本建男を、私の後継者として次の市長に立ててくれないか。」と希望し、仲泊がそれに了解した後、比嘉はマスコミの包囲を避けて上京し、官邸に向かった。
辞意を橋本に伝えた際、橋本は同じく上京していた知事の大田と引き合わせようとしたが、大田は「県庁や、支持政党などと話し合いをやらないといけない」と述べ、又吉辰雄政策調整官に手を引かれて退室し、会おうとしなかった。これを目の当たりにした橋本は怒ったが、そこへ比嘉は正式に辞意を決意した旨を伝え、「義理むすからん　ありん捨らららん　思案てる橋の　渡りぐりしや」という琉歌を渡した。橋本は歌の意味を知ると涙を流し、比嘉が名護市の振興だけでなく、本島北部、離島を含めての振興策を閣議決定するように希望すると、「分かった」と答えた。その場に居た自民党幹事長代理の野中広務は、比嘉から市長任期が8ヶ月残っていることを聞き出すと慰留したが、比嘉は「私も、日本の海軍にいましたから、責任の取り方は知っています。しかし必ず意中の人を立てて選挙には勝ちます」と固辞した。
こうして12月25日、比嘉は、海上ヘリポート基地受け容れと市長職の辞任を同時に表明した。
比嘉の辞任を受けて1998年2月8日を投票日として市長選挙が行われた。岸本は予定通り立候補した。ただし公約では、岸本は基地移設につき「沖縄県知事の決定に従う」とし、受け容れを明言していたわけではなかった。選挙終盤の2月6日には、知事の大田が住民投票結果を理由として反対の姿勢を表明した。岸本陣営に居た比嘉は「どうせ知事は反対するんだな」と見通しを立てており、管子の「備えをもって時をはかり、時をはかって事を起こす」故知に習い、ヤンバルへの愛郷心から「振興策を取ろう」という方針で支持者の女性を集めて市内をデモ行進して盛り上げを図った。選挙の結果、岸本は市長に当選した。

### 稲嶺県知事による県内移設容認
上述のように、沖縄県では知事の大田が1998年2月6日に建設反対を表明した。このため、政府はその後県知事と首相との会談を設定せず、結果として振興策は凍結された。これにより、県内の特に経済界の県知事に対する不満は強まった。1998年11月15日の沖縄県知事選挙では、自民党政権は従来革新陣営を支持して来た公明党の取り込みに成功し、自民推薦の稲嶺惠一が当選した。稲嶺新知事は「建設後15年間は軍民共用の空港、その後の返還・民間専用空港化」を条件として建設を容認する公約を掲げた。当該公約では、施設の概要を「撤去可能なヘリポート」ではなく「『県民の財産になる施設』として恒久的な滑走路を持つ飛行場」とした。
なお、当時官房副長官を務めていた鈴木宗男は、この知事選で政府側より稲嶺陣営に官房機密費3億円が流れ、選挙支援に使われた旨を2010年夏に証言してた。鈴木は当時の官房長官秘書官にも金額を確認したという。しかし当時機密費を預かる責任者の官房長官であった野中、および知事候補であった稲嶺は否定している。

#### 陸地・埋立混成案
埋立案を巡る動きでは人工島案で太田建設が先行したが、続けての動きは基本案が表明された翌年の、1998年春頃から顕在化してきた。これはアメリカ最大の（世界最大の）総合建設大手であるベクテルと伊藤忠商事、及び国内ゼネコンと沖縄の大手建設会社（東京新聞記者の半田滋によれば國場組）が組んだものである。
案の概要としては辺野古沖の珊瑚礁リーフの内側200-300haを埋め立てて2400mの滑走路を建設、陸地部分にも基地施設を建設する。総工費は2000-3000億円とされている。ネックとしては当時顕在化したばかりのジュゴン生息海域と言う材料を元に自然保護団体が反対運動を行う可能性があったこと、および集落に近いことである。後者については近隣の丘陵部にニュータウンを建設して集落を移転する案を提唱しており、過去成田空港や小松空港でこの策を実施した例が紹介されている。
『Themis』誌によれば本案に先立ち、大田が知事であった1998年4月に、アメリカ本社の副社長と日本支社代表が副知事を尋ね、「沖縄で見込まれる大規模な公共事業に参入していきたい」と申し入れ、国際貿易による振興策を唱えていた大田県政に対して、自由貿易を基礎とする沖縄経済の将来像をまとめた報告書を渡している。稲嶺が立候補した際にもベクテルは関心を示し「陸上部に軍民共用空港を造る」という稲嶺の案はベクテルの提案とアドバイスを基にしていると言う（選挙公約では滑走路は2500m。いずれにせよSACO報告での1500mより引き伸ばされていることを守屋昌武は指摘している）。以降、QIPと沖合いポンツーン式とで入り乱れた状態となる。稲嶺当選後の1999年8月には、知事後援会の政策委員会が、辺野古地区が最も適しているとの見解を打診し、想定工法としてはベクテルの示した混成案に高い評価を与えていると言う（後援会については『琉球新報』も触れている）。アーミテージは公式に評価する意見を表明し、別の高官は「メガフロート案はもう最良の案ではなくなっている」と非公式に日本政府に伝えてきていたと言う。政治的な面としてはベクテルを通じて国防総省、国務省に太いパイプが存在するという強みがあった。Themisによればベクテル案は沖縄県だけでなく、米軍の意向も反映した案であるため、重要度が高いのだと言う。そのため、外務省、防衛庁にはベクテルの混成案で解決を図ろうと動く向きもあった。

### FIG再開、および普天間飛行場代替施設に関する協議会の開催
日米政府による具体的な基地建設についてはFIGが検討の場として設けられていたのは上述したが、4回ほど開催した後名護の反対運動が顕在化したため、1997年半ば以降は開かれていなかった。その後1999年11月、稲嶺は移設先を正式に辺野古崎沿岸に決定、名護市長の岸本も知事決定に対応し移設を受け容れ、それに伴い（振興策も含めた）基地建設が閣議決定された。これに伴い、政府－沖縄間の3者協議の場として北部振興協議会、移設先・周辺地域振興協議会が設置され、次に述べる代替施設協議会同様、2000年8月より会合が開始されている。
日本政府は沖縄サミット直後の2000年8月25日、沖縄県、名護市などとの間の協議機関として「普天間飛行場代替施設に関する協議会」を開催し、各案の比較検討を開始した。協議会の議事は公開する方針が早々に決められている。一方で、協議会の設置と共に、海上派と埋立派についた双方の地元団体が活発な誘致合戦を再開したことも報じられている。その後アメリカ側の運用所要などと調整を図るため、協議会の進捗と歩調を合わせる為政府間協議の場であるFIGも2000年10月20日に3年ぶりに再開された。なお、沖縄選出の社民党議員・照屋寛徳による質問で15年使用期限問題についてどちらの協議機関で決めるのか質されたが、外相の河野洋平は「日米間の話し合いだと思う」以上の言質を与えなかった。

#### 類似例と運用所要
第3回移設協議会で幾つかの埋立空港の水深が参考に取り上げられ、第5回移設協議会で名護市長の要望により、幾つかの類似例を見学することが提案され、第6回でその結果が報告された。見学先には民間空港で埋立方式のケースとユーザーが米軍である基地が入っている。中でもこの両方の条件を満たし、地元で計画を巡って政治問題化している面でも類似例となっているのが、岩国飛行場であった。埋立が可能と判断されたのは1978年であるが、同飛行場の沖合移設工事は1998年より約10年の工期を以って開始されており、タイミングとしては普天間移設問題と時期が重なりつつも、この時点で既に先行していた。工事を計画したのは移設協議会の政府側メンバーでもある防衛施設庁だった。また、移設協議会にて埋立工法の検討資料作成を委託された日本海洋開発建設協会は1990年代末にミチゲーションの研究を行って各地の埋立工事への反映を図っていたが、岩国飛行場でも計画に環境再生が取り入れられている。
また、防衛施設庁は専門誌で岩国の移設工事について書いているが、アメリカ軍の飛行場に対する技術的要求（運用所要）は「舗装工事はコンクリート舗装を基本とし、併せて運用開始後は運用停止を伴うような大規模な補修工事を必要としないような構造とすること」であったと言う。一方で埋立海域は軟弱な沖積層であるため、沈下などを正確に見越すために、工事にはそれなりの技術が必要であることも認めていた。

#### 辺野古沖案の決定
協議会では当初、海上ヘリポート案につきぴポンツーン式メガフロート案も候補として残っていたが、「軍民共用空港」を実現するには不適であると結論され、QIPと埋立を比較した結果、2002年7月29日、第9回代替施設協議会にて、辺野古崎沖西南のリーフ付近を中心とした地域に、埋立て工法で計画することが決まった。
主要計画概要
- 面積:184ha
- 長さ:2500m（滑走路2000m）
- 幅:730m
- 工期:約9.5年

本工法が採用された背景に政治的な事情があることは既に述べたが、技術的理由については最後まで残ったQIP工法との比較で下記のように説明されている。
1. 現状の技術水準で安定かつ十分な実績がある
2. 維持管理費は護岸の点検や頻度が陸上の飛行場や港湾施設と同等である[113]
3. 施設の安全対策の面でも陸上の飛行場と同等である
4. QIP工法の場合、本体に与える損傷度合、復旧においても優れている[114]
5. 建設費が安い（埋立工法3300億円、QIP工法6700億円）
6. 維持管理費が安い（埋立工法年約0.8億円、QIP工法約3.1億円）

なお代替施設協議会は発展解消し、代替施設建設協議会に衣替えされた。
埋め立て工法に決まったことで、全国の砂利、土運船業界にとっては朗報であった。この時計画された埋立土量約1770万立方メートルはかつての関西国際空港1期事業の約10分の1ではあったが、中部国際空港と比較すると約3分の1程度であり、事業費では神戸空港並であったからである。中部、神戸両空港に加えて関西国際空港2期工事などが当時進行していた大型海洋土木工事であり、本工事が発注されれば規模はそれらより小さいとは言え、これらに続く仕事となるからであった。土運船業界から見た技術的ネックは建設地がリーフ上で浅い場の工事である一方、沖縄県内に有力な土源が無いことであった。このため土源としては鹿児島県種子島や長崎県五島列島などが有力視され、土砂の輸送には自航可能なタイプ、特に中部国際空港に投入した当時最新鋭のファーストジョイント船型の大型土運PB船（Pusher Barge 3000立方メートル）が採用されるという予想が業界紙で立てられている。
その間の政治情勢として、名護市長の岸本は自・公推薦で2002年2月3日に再選されていた。

### 2001年の政権交代（アメリカ）
当時の日本の首相であった森喜朗は前任者の小渕恵三の意向を強く意識した政権運営を行っており、沖縄サミットにて大統領のビル・クリントンが中東和平交渉のため出席を渋っていたものを沖縄に招致することに成功し、沖縄での演説にて沖縄の基地負担に言及させることにも成功した。その後、2001年にアメリカでは共和党へ政権交代し、ジョージ・W・ブッシュが大統領に就任したが、森は辞任直前の3月に渡米して会談し、基地問題についても触れている。この頃アメリカは、米軍再編にて、予め難航が予想されていた欧州や中東の方に注力していたが、共和党政権の基地問題の姿勢には当初は大きな方針変更はなかった。日本では森の辞任後、自派より小泉純一郎が首相となったが、小泉は地盤の選挙区に米軍基地を抱えており、基地問題への関心は前任者達に引き続いて持っていたとされる。2001年9月のアメリカ同時多発テロ事件以降は方針が修正され、米軍再編は本土防衛にウェイトが置かれた。

### 在日米軍基地再編協議（DPRI）
ブッシュ政権の下国防長官に任命されたドナルド・ラムズフェルドは、ジェラルド・R・フォード政権にても1975年から国防長官を務めた経験があり、軍人出身である事も相まってそれなりに過去の日米同盟について経緯を理解していた。ラムズフェルドは「地球規模での米軍見直し（GPR）」を策定していたが、それを受ける形で2002年12月、2プラス2で日米の役割や兵力構成について協議（DPRI）することが確認され、欧州などで先行して実施されていた海外駐留米軍の再編成（トランスフォーメーションとも称された）の具体的な計画策定が、在日米軍関係でも着手された。それまで普天間飛行場の移設が主体であった基地の整理縮小の過程に、更に31MEUを除く海兵隊歩兵部隊の沖縄からの配置転換が加わったが、それはこの在日米軍再編協議によってである。
再編協議自体は2005年2月に発表された「共通の戦略目標」や、2005年10月の中間報告を経て、2006年5月に最終報告を出すまで3年半に渡り継続された。この過程では中間報告で日米の分担を明確にした「役割、任務、能力」などが示され、日本国内のみならず、太平洋軍全体の部隊配置や指揮機構も大幅に変更される。この内容は2006年にアメリカ軍が公表したQDRにも反映された。その意味では、普天間飛行場の移設は巨大なパッケージの一部に過ぎない。

### 稲嶺・ラムズフェルド会談
上述のように続けられてきた協議が、いわゆる自民党政権時の「現行計画」に落ち着くことになったのはこの会談がきっかけである。これは、政治的立場を超えて様々なマスコミ、当事者の著述物で引用された。
再編協議中の2003年11月、ラムズフェルドは沖縄県を訪問し、稲嶺と会談を行った。
この中で、ラムズフェルドは在日米軍の意義や役割について稲嶺に説き、具体的な基地問題の解決策については言及を避け、話を途中で切り上げようとした。稲嶺は退席しかけたラムズフェルドを引き止め、稲嶺が基地負担について説明を始め、引き続き基地の整理縮小を求めた。このやりとりの最中、ラムズフェルドの感情は目に見えて悪化したことなども報じられたが、一方でラムズフェルドは受け入れ国の理解が必要であるとも考える人物であり、屋良朝博によれば会談終了後、側近に「沖縄には海兵隊が何人いるのか」と尋ね、「1万人くらいでどうだ」と、海兵隊地上部隊を含めた沖縄の米軍基地の整理縮小策を考えるように示唆したと言う。

### 現地調査、要素技術開発
米軍再編協議やヘリ墜落事故があった2003～2005年頃においても、作業は着々と進められていた。現地の出先機関である那覇防衛施設局で行っていた活動は次のようなものである。
- 環境影響評価
  - 2004年4月28日、環境影響評価方法書を作成し、その後縦覧した。
- 護岸構造の検討
  - 水理模型実験を含む護岸構造の検討。この一環で埋め立て海域を縁取る形で63本のボーリングを実施する計画があり、一旦着手したが、反対派は県外から人材を募るなどして作業を妨害し、ボーリング作業は実施できなかった[118]。
- 現地技術調査
  - 代替施設の護岸構造の検討に必要な地形（深浅測量）、海象、気象および地質調査

また、代替施設とは米軍施設の建設であり、「アメリカ軍が要求する性能を満たす」ことに配慮しなければならない。要求仕様の他、実施の過程でも日本単独での建設工事と異なる体制となっている部分がある。
これに関連して、那覇防衛施設局は既にSACO関連工事などでアメリカ側と共同工事を実施する経験を積みつつあった。工事に当たって特徴的な点は次のようなものであったと言う。通信施設工事（楚辺通信所等）では、アメリカの建設業者から30人程度の職人を呼び寄せて工事を実施している案件があった。楚辺の場合は日米双方で実施する初めての現場であり、アメリカ政府は優秀なプログラムマネージャーを配置してきた。同マネージャーとの設計調整にはかなりの期間をかけており、工事が着手されるとセキュリティ、作業時間、品質管理などについて毎日チェックを怠らず、特に品質管理への考え方について認識を新たにする面があったという。建物の型枠後にはワシントンから検査官が来日して確認に当たった。また職人については、駐留米軍相手の工事が多い那覇防衛施設局であってもアメリカ人を職人として監督業務を実施するのが初めての経験になる部署もあった。その点で問題となったのは言葉の違い、単位の違い、施工の段取り、工事範囲の捉え方などであり、共通するのは図面の読み取りであったという。日本側のカウンターパートとしては各種工事監督官、施工管理者、防衛施設協会から派遣された専属技術員などであった。
また、防衛施設庁は2000年代に入ってから、幾つかの海上土木技術に関心を示している。

### 米軍ヘリ墜落事件
2004年4月、環境アセスメントの手続きが開始された。同年8月に普天間基地配備のCH-53ヘリコプターが大学に墜落するという沖国大米軍ヘリ墜落事件が発生した。大学が夏休み中だったことから幸い大学側の死傷者はなかったが、沖縄全体で普天間基地早期返還要求が強まることになった。墜落から間もない9月、那覇防衛施設局は上記のように辺野古沖建設予定地で環境アセスメントのためのボーリング調査に着手したが、移設反対運動や台風接近等天候不良のため中断され、調査が強行されることはなかった。
2005年、移設作業の進行遅滞を理由に政府は移設案の変更の検討を始めた。10月29日、日米安全保障協議委員会において在日米軍及び関連する自衛隊の再編に関する勧告を承認した日米両国は移設先を辺野古崎沿岸部に変更することで合意した。この合意案は、辺野古崎（住宅地域から距離約1キロメートル）に長さ1600メートルの滑走路を設置し、飛行場施設等のための埋立地をL字型に配置するもの（辺野古沿岸案）であり、稲嶺の公約の軍民共用空港ではないため、稲嶺は当該案の受け容れを拒否、岸本もこれに従い同案の受け容れを拒否した。
2006年1月22日、岸本が健康問題から2期限りで次の選挙に出馬せず名護市長を退任すると、岸本の後継を名乗り自・公推薦で基地建設容認派が推す島袋吉和が当選した。島袋は当初公約では、前年10月の案（辺野古沿岸案）を拒否していた。

### 辺野古沖現行案の合意
2006年4月、固定翼機の飛行ルートが住宅地を避け、極力海上のみになるよう滑走路2本をV字型に配置、立地を埋め立てする案（現行案）で防衛庁長官・額賀福志郎と名護市長の島袋が合意した。2006年5月には米軍再編協議（DPRI）の最終報告「再編実施のための日米のロードマップ」が日米両国政府間で合意され、この案はその中に包含される形で承認された。移転先は「普天間飛行場の能力を代替する」ものであり、「即応性の維持が優先」されることになっていた。このロードマップは2009年5月13日に国会承認され、在日米軍再編の中核となるものとされた。
現行案の概要
- 辺野古岬と、大浦湾・辺野古湾の水域を結ぶ形でV字型に2本の滑走路を設置する。滑走路はそれぞれ1600メートル、2つの100メートルのオーバーランを有する。
- 代替施設の建設は、2014年までに完成させる。
- 移設は、代替施設が完全に運用上の能力を備えた時に実施される。
- 滑走路建設の工法は原則として、埋立てで行う。
- 第3海兵遠征軍（3MEF）のうち、指揮部隊、第3海兵師団司令部、第3海兵後方群司令部、第1海兵航空団司令部及び第12海兵連隊司令部の8000名の隊員と9000名の家族は部隊の一体性を維持するような形で2014年までに沖縄からグアムに移転する。
- 日本はグアムの施設及びインフラ整備のため、 28億ドルの直接的な財政支援をふくめた60.9億ドルを提供する。
- 嘉手納以南の統合及び土地の返還は、海兵隊司令部要員・家族の移転完了に懸かっている。

一方、稲嶺は県を外す形で国・名護市合意がなされたことに反発、同合意の受け容れを拒否した。稲嶺は2期8年のあいだ県知事であったが、その間の各種の交渉にあっても、稲嶺の主張する15年期限等の条件は米国が容認するものではなく、辺野古での海兵隊飛行場施設案の具体化のみが進行した。結局、稲嶺条件は日米両当局から何の具体的考慮もされることなく、知事の任期切れを迎えた。
2006年11月の県知事選挙では、仲井眞弘多が、普天間基地の危険性早期除去を主眼とし、「現行案のままでは賛成できない」という公約を明らかにして当選した。
基地建設容認派が推す仲井眞が当選したことにより、辺野古沿岸を埋め立てる現行案（滑走路V字型配置案）によって施設案の具体化が進められた。進行中の環境アセスメント手続きも、当該案によっている。一方、2007年1月、島袋名護市長は建設位置を当該案よりも沖合いに移動させるよう主張、仲井眞知事も「名護市の意向を尊重する」として、建設位置を可能な限り沖合に移すことを要求したが、米国側は日米合意済みの案どおりの実施を主張した。同年4月、那覇防衛施設局は環境アセスメントのための現況調査に着手、8月には環境アセスメント方法書の県への提出、12月、沖縄県環境影響環境評価審査会は方法書の再提出を要求、2008年3月には方法書の確定、4月に環境アセスメント準備書の公告縦覧開始、10月に準備書に対する知事意見書の提出まで進んだ。

### 辺野古案反対派の選挙における躍進
2008年6月の沖縄県議会議員選挙では、辺野古案に反対を公約とする候補が県議会議席過半数を占め、同7月の県議会で辺野古案に反対する内容の決議がなされた。ただし、同決議は全会一致ではなく賛成多数だった（県政野党の多数による）ため、国政への影響は小さいものとされた。
2009年8月の第45回衆議院議員総選挙でも、沖縄県では、民主党、社会民主党、国民新党の国政野党（当時）が県外・国外移設を掲げ、県内の全選挙区において辺野古案に反対する議員が当選する一方、辺野古案を容認する候補者（自由民主党、公明党）は全員落選し、辺野古案に理解を示す沖縄県選出国会議員は2010年7月に任期切れで選挙を迎える自民党の島尻安伊子参議院議員1人だけとなった。
2010年1月24日の名護市長選挙では、辺野古移設反対派が推す稲嶺進（鳩山政権の連立与党および日本共産党、沖縄社会大衆党、政党そうぞう推薦）が、移設容認派で現職の島袋吉和（自民党、公明党推薦）を破り、初当選した。2010年9月12日に行われた名護市議会議員選挙では、辺野古移設に反対する稲嶺市長派の議員が過半数を獲得した。

### 2009年の政権交代（アメリカ）
アメリカでは2009年に民主党に政権交代があり、大統領はバラク・オバマが就任した。しかし、国防長官は共和党政権時代からのロバート・ゲーツが留任し、国務長官はSACOで普天間問題が初めて協議された際の、クリントン政権で大統領夫人であったヒラリー・クリントンという布陣であった。そのため、東アジアでの米軍再編については後述の日本と異なり、大きな議論も無く、現行案を継承している。
春原剛が『日経新聞』に書いたところによればオバマ政権は対日政策、なかんずく沖縄対策にも配慮した布陣を敷いたと言う。具体的には下記の通り。メアの起用は琉球新報も注目している。
- ジェフリー・ベイダー：大統領補佐官（国家安全保障会議アジア上級部長）
  - 国務省出身で対中政策を専門
- ジェイムズ・スタインバーグ：国務副長官
  - 長期外交ビジョンの策定
- カート・キャンベル：国務次官補（東アジア・太平洋担当）
  - 民主党知日派。SACO時もクリントン政権下で日本側と接触
- ウォレス・グレグソン：国防次官補（アジア・太平洋安全保障担当）
  - 海兵隊出身
- マイケル・シファー：国防次官補代理（東アジア担当）
  - 民主党知日派
- ケヴィン・メア：国務省日本部長
  - 前職日本沖縄総領事

また、前政権からの留任としてウィリアム・バーンズ国務次官（政治担当）が居た。以後日米のマスコミなどが本問題についてオバマ政権の意向や動きを把握する際は、上記の人物への取材にも拠っていくことになる。

### 2009年の政権交代（日本）

#### 第45回衆議院議員総選挙まで
元来、民主党は2004年9月に「普天間米軍基地の返還問題と在日米軍基地問題に対する考え」を発表し、普天間飛行場の即時使用停止を柱とする「普天間米軍基地返還アクション・プログラム」を策定していた。2005年の総選挙のマニフェストでは、「在沖縄海兵隊基地の県外への機能分散をまず模索」すると記載し、普天間基地の早期返還を主張していた。また2008年に策定された民主党沖縄ビジョン2008においても、「普天間米軍基地返還アクション・プログラム」の策定をふたたび提唱するとともに、県外移転、最終的には国外移転を求める考えを明らかにした。
第45回衆議院議員総選挙は2009年8月に行われた。この際、民主党は米軍再編や基地問題について見直すことを公約とした。この時の選挙活動でも、普天間基地の海外移設を目指す意思を表明し、代表の鳩山由紀夫も7月19日に那覇市で開催された集会において、移設先は「最低でも県外」にすると宣言した。また、すでに選挙後連立を組むことを表明していた社民党は、マニフェストにおいて「普天間基地の閉鎖・返還を求め、辺野古への新基地建設など、基地機能の強化に反対」し、「グアム移転協定」の廃棄を求めていた。
選挙の結果、民主党は勝利し、社民党・国民新党との連立政権（鳩山由紀夫内閣）が成立した。3党連立政権合意書には普天間問題は明記されなかったが、選挙戦において民主党や社民党の責任者から、普天間基地の現行移設案に対する反対論が繰り返し述べられた。一方、自民党もマニフェスト違反と追及したが、それに対し、岡田克也外務大臣は「公約というのはマニフェストです。ですから、総理も、望ましいという言われ方はしました。私たちも、それは県外、国外移転ができれば望ましいという思いは強くあります。しかし、あえてマニフェストの中では普天間という言葉も書きませんでしたし、「米軍再編や在日米軍基地のあり方についても見直しの方向で臨む。」という表現にとどめたわけですから、そこは違うということを、我々の公約というのはこのマニフェストですから、私たちの思いの話と公約、マニフェストの話、それをあえて混同して、そして質問されるのは私はおかしいと思います。」と普天間移設問題はマニフェストではないと説明したものの、事実上の政権公約として捉えられたことが、後に連立政権を揺るがす大きな問題となった。
なお、中央や県の政局が上記のように進む中、県北の経済団体は衆議院選挙中の2009年8月20日、2006年のロードマップで日米合意された案を前提として一般社団法人CSS（キャンプ・シュワブ・サポート）を発足させた。名護市がオブザーバとして参加を表明していたため、発足前には移設に反対する市民団体から名護市に批判的な質問が寄せられた。理事長に就任した荻堂盛秀は「大企業だけが工事を請け負い、地元は基地負担だけを負うというわけにはいかない。もうけるためではなく、地域に還元するための組織だ」と述べた。

#### 鳩山由紀夫内閣発足

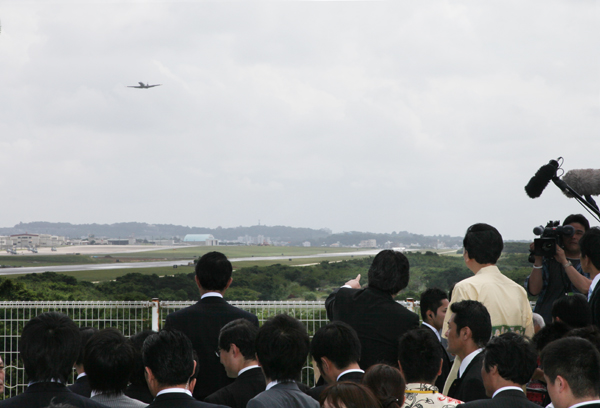
普天間基地を視察する鳩山（2010年5月4日）

先述のとおり、連立政権発足時の三党合意には普天間問題は明記されなかった。この時点では日米関係における喫緊の課題はインド洋における給油問題であり、移設問題は最重要課題とは捉えられていなかったのである。
しかし、政権発足後、徐々に移設問題の重要さが認識されていった。最も早く県外移設の困難さを指摘したのは防衛大臣の北澤俊美であり、9月17日にはその旨発言している。また外務大臣の岡田克也も当初は県外移設を模索していたが、アメリカ側との交渉を重ねるにつれ、次第に海外移設が困難であるとの意見に傾き、10月23日には「事実上、県外というのは選択肢として考えられない状況である」と言明した。外務・防衛両省は年内決着を図ることとし、アメリカ側と接触を行った。
さらに、2011年にウィキリークスに公開された米国側の公電によれば、外務省の官僚は軒並み、鳩山政権の主張に同意しないように、その頭越しに米国側に働きかけていた。鳩山政権発足直後の9月18日、齋木昭隆アジア大洋州局長は、訪日したキャンベル国務次官補に向かって、日米対等の関係を訴える民主党政権をこのように批判した。「既に対等なのに何が念頭にあるのか分からない」「民主党は官僚を抑え、米国に挑戦する大胆な外交のイメージを打ち出す必要を感じたようだ」「愚か」「やがて彼らも学ぶだろう」。また、藪中三十二事務次官は、キャンベルに「国内には日本が対等に扱われていない、という感覚があり、民主党はそれを政治的に利用した」と言った。そして普天間基地問題については、高見沢将林・防衛政策局長が10月12日、キャンベル国務次官補らとの非公式の昼食の席で、「米側が早期に柔軟さを見せるべきではない」と述べた。また、日本政府の国連代表部で政務担当を務める参事官ら3人の外務官僚は、米国在日大使館の政務担当者に対して「米政府は普天間移設問題では民主党政権に対して過度に妥協的であるべきではなく、合意済みのロードマップについて譲歩する意思があると誤解される危険を冒すべきでもない」と言った。
一方、国政与党でも社民・国民新両党は県内移設案に対する否定的方針を明らかにし、県内移設の際には連立離脱をほのめかすとともに、独自に海外移設を模索し始めた。岡田外相は嘉手納飛行場との統合案を模索したが、アメリカと地元側の両方から拒否された。鳩山首相は県外への移設を目指すとしながらも、「辺野古（案）も生きている」と、県内移設の可能性を排除しなかった。
沖縄県では失望と不満が高まり、11月には沖縄県政野党（民主・共産・社民・社大・そうぞう）主導による県内移設反対の県民大会が行われ、主催者発表で2万1000人（ただし、警察・情報関係者等への取材では8000～1万人以下）が参加した。11月27日、沖縄県議会与党の自民県連は年内に解決しない場合には県外移設に転じることを表明した。
11月13日に行われた日米首脳会談で鳩山首相はオバマ大統領に対し、" Trust me."（私を信じて）と述べ、2010年12月末までの移設問題の解決を約束し、「ハイレベル（閣僚級）のワーキンググループを設置」を提案した。しかし、翌11月14日、オバマ大統領が「（ワーキンググループは）日米合意を履行するためのもの」とする会見を行ったところ、鳩山首相は「日米合意が前提ならワーキンググループを作る必要がない」として、日米合意に拘束されないと発言した。12月に開催されたワーキンググループ会合で社民党・国民新党の反発を恐れた鳩山側が翌年6月の参院選後の解決を伝達し、具体的な移設先の交渉は行われなかった。これらの鳩山の対応に米国政府の失望感は強く、日本側が日米首脳会談の開催を申し入れても、米国側は「立ち話程度なら」という消極的な態度を示した。日米関係の悪化を懸念する岡田克也外務大臣は問題の年内解決を主張すると、鳩山由紀夫総理大臣は「何でそんなことを言うんだ」と不快感を漏らし、12月10日、官房長官の平野博文は住民を基地から遠い場所に移動させる案を示すなど閣内不一致が表面化した。

### 2010年 県外移設の断念と鳩山由紀夫内閣総辞職
2010年1月22日、衆院予算委員会で鳩山は「昨年末までに結論を出していたらどうなっていたかと考えたとき、5月末まで（に決める）という形にして、今は良かったと思う」と述べ、結論の先送りを正当化した。2010年1月24日の名護市長選挙では、辺野古への移設反対を公約とする稲嶺進が当選した。これに対して平野博文官房長官は「そのことを斟酌しなければならない理由はない」と発言し「理解は求めなくてはいけないが、合意が取れないと物事を進められないものなのか。日本の安全保障にかかわってくる問題だ」と述べ、沖縄県民の同意の必要性はないとの認識を示した。2月24日には沖縄県議会は県内移設反対・県外国外への移設を求める旨の決議が全会一致でなされた。
この頃になると、マスメディアなどで「鳩山首相のブレーン」と称される人物が連日日替わりで紹介され、思い思いの案や見通しを口にするようになり、議論は極度に錯綜していった。この前後にブレーンとして名前が上がった人物は、寺島実郎、田岡俊次、孫崎享、橋本晃和、岡本行夫、小川和久などがいる。鳩山は3月5日に政府案をまとめること約束したが実現できず、また、3月18日に政府案をまとめることを約束したがまたしても実現できなかった。3月下旬になると、3月末までに政府案をまとめるとの約束を果たすことができず、自身で目標を設定したにも関わらず、「いつまでに全部やらなきゃいけないという話ではない。今月中じゃなきゃならないとか、別に法的に決まっているわけではない」と述べ、政府案の成立に期限を設けると発言した自身の発言を全て反故にした。
2010年3月、移設先の有力な候補地として徳之島が検討されていることが報道された。同島の3自治体の首長はいずれも移設反対の立場であり、4月18日には同島で移設反対の島民大会が行われ、1万5千人（主催者発表）が集まった。また、4月28日には鳩山が徳之島出身の元衆院議員・徳田虎雄と会談し、移設案への協力を要請した。一方、4月25日には沖縄県でも県外・国外移設を求める県民大会が行われた。主催者は9万人が参加したと発表したが、実際の参加人数については政府筋より疑問も出されており、都内のある警備会社が航空写真を元に計量したところ、視認可能なのは1万1569人、木陰などに隠れている人を加えても9万人には程遠いとの結果を得たという。ただ、そもそも徳之島案は米側が容認しなかった。元々この問題において、どのような決着を図るにしろ、地元の合意が前提と米側が執拗に歴代政権に念を押してきたのは、太平洋戦争終戦後、米側占領下になった徳之島において本土復帰を求める地元住民の強い抵抗を受けた事が1つの根拠になっており、国防総省は強行策以外において徳之島の現地合意は取れないと判断していた。
3月31日、鳩山は自民党総裁の谷垣禎一との党首討論において、「五月の末までに必ず政府の考え方を、政府の方針というものを沖縄を初め日本の国民の皆様方にも理解を求め、さらにはアメリカの皆様方にも理解を求めたものをつくる」と、5月末決着を改めて強調し、「その腹案を持ち合わせている」とした。しかし「腹案」の内容は明かされず、閣僚が「腹案」と理解しているものにもニュアンスの差が見られた。各閣僚と対談した仲井眞は「『腹案』って本当にあるのか。皆言うことがばらばらで」と不信感をあらわにした。ちなみに、首相退陣後の2012年3月12日に鳩山に行われた『日経ビジネスONLINE』からの取材に対しては、（党首討論の際）「何も考えていないんじゃないか」と言われるから、『腹案がある』と言った」と、「腹案」がその場凌ぎの見栄であったものと疑わせる旨の告白を発している。
5月4日、鳩山は沖縄を訪問して仲井眞と会談し、日米同盟の関係の中で抑止力を維持する必要があるとして、「（選挙前に掲げた）すべてを県外にというのは現実問題として難しい」として事実上の県外全面移設の断念を明らかにした。また、かねてから問題となっていた徳之島についても「沖縄にも、徳之島にも、普天間移設で負担をお願いできないかとお詫びしてまわっている」とし、徳之島が分散移設の建設候補先であることを明らかにした。また、2009年7月19日の「最低でも県外」発言は当時の党代表としての発言であり、民主党の公約ではなかったとした。また、地元住民との対話集会で「（沖縄の基地負担の軽減について）オバマ大統領として、あるいは米国がどこまで理解しているか、まだ判断がつかない」と述べ、決着が遅れている責任は米国にあるとの見解を示した。
5月12日、アメリカ国防総省で日米間実務者協議が開催された。この席で日本側は辺野古周辺への移設を中心とし、キャンプ・シュワブ沿岸地域にくい打ち桟橋（QIP：Quick Installation Platform）方式で滑走路を建設する具体的な計画を初めて提示した。一方アメリカ側はくい打ち桟橋式が環境に良いとは限らない点、さらに桟橋はテロによる攻撃に脆弱である点を指摘した上で、地元と連立与党の合意が必要であると強調した。
5月21日、 辺野古地区の行政委員会は現行計画の環境アセスメントのやり直しを必要としない範囲や振興政策実施を条件とした移設容認を決議した。
5月23日、首相の鳩山由紀夫は沖縄を訪問して知事の仲井眞弘多と会談し、自公政権時代に合意した辺野古移設で米国政府と合意文書を交わす方針を説明した。これにより、自身の掲げた「最低でも県外」という公約は達成されないこととなった。仲井眞は辺野古移設の方針について「大変遺憾」「極めて厳しい」と述べた。
5月28日、日米両政府は米軍普天間飛行場移設に関する共同声明を発表し、移設先を名護市のキャンプシュワブ辺野古崎地区とこれに隣接する水域とした。鳩山は、この日米合意の閣議決定に反対し署名を拒否した福島瑞穂を罷免した。これにより、社会民主党は5月30日の幹事長会議で連立を離脱し、政権離脱することを決定した。離脱した社民党は参議院での首相問責決議案に賛成すると発表し、改選を控えた民主党参議院議員も同調する動きを見せた。政局の迷走は地元の振興活動にも影響を与え、辺野古現行案を前提としていた地元の社団法人CSSは、移転計画が進まないことを理由に一時休業を決定した。
6月2日、鳩山首相は民主党両院議員総会を開き、基地問題による社民党離脱と自らの資金問題による混乱の責任をとるとして辞任を発表した。
5年後の2015年5月3日、鳩山元首相はテレビ番組『西部邁ゼミナール』（TOKYO MX）に出演し、自らの真意を語った。

#### 菅直人政権
後継首相となった菅直人は「普天間基地の移設・返還と一部海兵隊のグアム移転は、何としても実現しなければならない。先月末の日米合意を踏まえつつ、同時に閣議決定でも強調されたように、沖縄の負担軽減に尽力する覚悟」と2010年5月28日の日米合意を遵守する考えを示した。また、第22回参議院議員通常選挙のマニフェストには米軍基地見直しが明記されないことになり、民主党の方針は大きく転換し、沖縄県選挙区では候補者の擁立を避けた。また2010年沖縄県知事選挙においても候補擁立を見送っている。

### 鳩山由紀夫内閣時代に検討された移設案の概要
2009年から2010年5月までに政府や地元自治体、社民党・国民新党が提案した移設先は、辺野古陸上・勝連半島沖・嘉手納飛行場・大村航空基地・鹿屋航空基地・徳之島・馬毛島・硫黄島・グアム島（既に移転計画があるものを全面移転に拡大する）・テニアン島（地元が移転を容認した）などがあるが、いずれの案も正式な計画として合意されなかった。
『読売新聞』によれば、アメリカ政府側は、日本政府が提示した様々な「移設案」に対し「新たな案の詳細や実現可能性を示さず、グーグルの地図ぐらいしか出してこない」「some kind of a joke（何かの冗談）」と評しているという。
以下、鳩山内閣期に日米両政府間、あるいは日本政府・与党やその関係者の間で、何らかの形で検討された案を、報道などに現れた範囲で列挙し、説明を加える。

#### 九州移設案（新田原・築城基地移設案）
これは正確には鳩山内閣が誕生する直前期の2009年7月末に、鳩山代表が周囲に語ったと報道されたものである。宮崎県内の航空自衛隊新田原基地と、福岡県の航空自衛隊築城基地を候補として検討したという。ただ、報道を聞いた岡田克也幹事長は否定している。鳩山政権が誕生し、移設問題が紛糾する翌年5月ごろに、やはりこれら2つの基地を含む「九州ローテーション案」なるものが鳩山周囲のブレーンらによって提唱されているが（後述）、両者の関連は定かでない。

#### 嘉手納基地統合案
普天間基地の航空機を近傍の嘉手納基地（アメリカ空軍が使用中）に統合する案。
1990年代のSACOでの検討や、県民、自治体からの反対論は別記の通り。軍事・技術的観点からも、元米太平洋軍海兵隊司令官で在沖四軍調整官を務めたヘンリー・スタックポール（Henry C. Stackpole）が2005年、本案に対し「固定翼とスピードの異なるヘリ部隊の嘉手納統合は、事故などトラブルの増加につながる」「宜野湾市民の危険を、嘉手納、北谷町、沖縄市に移すだけだ」と警告するなど、従来からの指摘が引き続きなされている。また、2006年のロードマップでの推進が決まった後になっても、自民党内にも嘉手納統合を主張する者がいる。河野太郎もその一人だが、「克服するべき課題」としてヘリと固定翼の共同運用問題や嘉手納での騒音問題が存在することは認めている。
下地幹郎は過去本案を主張していたが、2009年2月にグアム移転協定が署名されたことを受け、同年夏の第45回衆議院議員総選挙の際には、「自分の考え方を捨てて取り組む」と述べて出馬した。政権交代で与党入りしたことで再度提起を行ったが、防衛相に就任した北沢はこの段階で否定的であった。2009年10月には、外相の岡田が度々統合案に言及し、物議を醸した。しかし地元の強い反対にあい、岡田も断念、現行案に傾いていった。

#### キャンプハンセン移転案
嘉手納統合案、グアム移転案、海上ヘリポート案のいずれにも否定的な軍事評論家の小川和久が主張した。小川は一時期鳩山ブレーンとも報じられ、自ら鳩山に提案したという。小川によれば最初に普天間移設が問題化した1996年頃から考えていた案であり、当時東海大学が発行した研究誌で計画概要を知ることが出来る。2005年には『地域政策』誌での対談などで披露し、2010年には『この1冊ですべてがわかる 普天間問題』として持論を出版している。
いずれも内容は中部訓練区域（CTA：Central Training Area）の西側をなすキャンプ・ハンセン内に普天間の機体を収容するための飛行場を新設するもの。県内に仮の駐機場所を設定し、一時的な退避を行えば普天間からの移動は1ヶ月で済むと主張している。なお、小川案では最終的に嘉手納飛行場も軍民共用化を目指すため、滑走路は3600mなどとも述べられている。小川はキャンプ・シュワブ沖の埋立にも反対しているが、理由として守屋が『中央公論』2010年1月号に寄稿した記事などを援用し、地元建設業者の利権と海の環境問題を挙げている。しかし、日米両国ともこの案を具体的な検討対象とはしていない。
なお、小川は自民党政権時代に国会に参考人招致され、安全保障関係のいくつかの委員会や防衛大学校での講義も行ったことがある。小川は県内移設自体は必要条件とみなし、日米安保に依存しない場合国防費が数倍に跳ね上がる旨を主張している。
なお、キャンプ・ハンセン移転案および類似した案として、嘉手納弾薬庫地区への移転案はSACO時代に検討対象となっているが当該項で記述した経緯によって棄却された。
なお、この時問題になったこととして、森林伐採による赤土流出や水資源の問題がある。例えば、嘉手納弾薬庫地区の場合、嘉手納弾薬庫用地の一部を返還して建設された倉敷ダムがあり、1995年に完成したばかりであった。その後中部にはやや北側に「沖縄東部河川総合開発事業」として多目的ダムが2箇所建設され、建設に当って演習場の返還がなされている。漢那ダムについては水面は米軍との共同使用地域である旨協定された。『ダム技術』誌などによれば両ダム自体の建設に当って環境への配慮が盛り込まれている。
- 倉敷ダム:水面積4.7平方キロメートル（470ha）。
- 山城ダム：集水面積2.7平方キロメートル（270ha）[203]。
- 漢那ダム：集水面積7.6平方キロメートル（760ha）。漢那福地川に計画。予備調査1973年開始。1993年完成。2002年83.9haを日本に返還。
- 億首ダム：集水面積14.6平方キロメートル（1460ha）。億首川に計画（金武ダムの再開発)。1993年計画に追加。2009年着工予定。

また、漢那ダム北東、キャンプ・ハンセンとキャン・シュワブの境界付近一帯には宜野座ダム、宜野座大川ダム、鍋川ダム、潟原ダムなどが点在し、中部演習区域の多くがこれらの集水域となっている。
一方金武（億首）ダム北西、キャンプ・ハンセン中部、金武町内には喜瀬武原ダムがある。反対に、本島西部側に流れる川に建設されたものとして、恩納村内、キャンプ・ハンセン西北部には戸袋川ダム、恩納ダムがある。小川の案である嘉手納並の延長の滑走路の建設はこの水源地帯にて実施する。
なお、アメリカ陸軍工兵隊の出先機関が利水目的で建設を行ったのに始まり、本土復帰後最も重要な社会資本として、30年以上に渡ってダム建設が行われ続けた。本土のような大河川が無い沖縄の水事情は元来悪く、1980年代に至っても渇水により給水制限に悩まされる例があったものの、2000年代に入って漸く断水だけは回避できる状態に達した。しかし、沖縄県は観光客の増加による振興策を掲げ、また出生率の高さから沖縄県では2030年代まで人口の増加基調が続くと予測されている。海水淡水化施設の整備も行われたが2006年の統計でも水需要の1%程度を賄う造水量でしかない。そのため、建設を担当する内閣府沖縄総合事務局は、沖縄では本土以上に水資源の確保に努力しなければならず、その手段は専らダムであると考えている旨が『ダム技術』誌にて述べられている。沖縄県企業局の考え方も内閣府と軌を一にしている。
日本の環境アセスメントの泰斗として知られる島津康男は、本案について戦略的環境アセスメントの制度上からは興味を示しているものの、森林地帯であるキャンプ・ハンセンへの移設というアイデアについては「著者には海上の埋立てを回避し、すべてを陸上にという前提があるが、自然環境保全・地元建設業の参入可能性を想定してか、不明のところあり」と述べ、嘉手納の軍民共用化についても那覇空港が拡張工事を行っていることを挙げて整合性を問題視している。

#### 関西国際空港移転案
ロイターニュースの竹本熊文によれば、本案が最初に世に出たのは2009年10月17日の朝日新聞の匿名コラム「経済気象台」であった。その後11月2日に下地幹郎が衆院予算委員会にて岡田へ質問した。移転先の大阪府知事の橋下徹は11月30日、個人的見解と断った上で受け入れの意思を表明し「政府から正式な提案があれば議論に応じる」と述べた。
下地はこの案を2005年頃から温めていた。
内容としては発着回数と滑走路本数、駐機スポット等に余裕があり、市街地から離隔した人工島に立地する関西国際空港を活用するものである。下地案では更に赤字地方空港への一部発着便の移転を並行して実施する。
移転先を関空とした場合のメリットはロイターなどにより下記が伝えられている。
- 物流への影響が懸念材料だったが、2005年に中部国際空港が開港したため、関空の活用可能性が増した
- 開港以来の営業不振の継続[注 31][注 32]
- 海上島にあるため軍事訓練に活用されても、近隣住民への安全懸念が少ない
- 日本列島の中心にあり、朝鮮半島有事に対しては距離的に有利

また、府政情報室府民課は、府民からの意見の中には新たな観光資源としての期待もあった旨を述べている。
元々与党議員の下地が提起したこともあり、ロイターは政府・与党内での根回しの動きを伝え、岡田、前原は内々に賛意を示したと報じている。
当時鳩山は12月中の解決を模索していた。しかし、本案が正式な案として検討されることはなく、前原は「政府から指示がないため答えることができない」「1度地名を出すと大変な話なので」などと明言を避けた。J-CASTは「大手マスコミは黙殺した」と報じている。下地は2010年1月にも同様に米軍再編で空母艦載機部隊を受け入れ先となっていた岩国市長との会談で、普天間を関空に移転する自案を紹介している。その後も本案の検討は無く、2010年5月に鳩山は県外移設断念に至った。
なお、橋下は鳩山が辺野古移設の意思を表明した後の2010年5月18日、「日米で合意しているのだから、V字滑走路案にするべきだ。決まったことを履行してから沖縄の負担を軽減するためのロードマップ第2弾を日米で考えればいい」と述べた後、台湾の交流団体と会談に臨んだ。5月27日の知事会では再び「大阪は基地を負担していないので、真っ先に汗をかかなければならない」などと述べた。この発言を聞いた福岡県知事で知事会長の麻生渡は、「大阪は訓練の移転を受けたいと言っている。まずは大阪に条件を示すのが筋だ」と述べた。

#### 馬毛島案
2009年12月4日、防衛省内で移設候補地の一つとして鹿児島県の種子島の沖に浮かぶ馬毛島が挙がっていることが分かった。この前に北沢防衛相は島の地権者と接触し、省内に調査を指示していた。しかし米側の「物資や兵員を空輸する滑走路とヘリポート、地上部隊、訓練施設の機能が近接していなければ基地機能を満たさない」という立場から当初から否定的な見方が強く、政府内でも「実現性は極めて低い」との発言があった。さらに地元住民の反発も根強く、市民団体から鹿児島県議会に反対表明を求める陳情書が提出された。実際に同島が米軍厚木基地の訓練の移転先として検討された際には、地元の反発で頓挫していた。島全体を所有する建設会社から受け入れ容認論も挙がったものの、西之表市市長も反対を表明したことからこの案は立ち消えとなった。

#### 伊江島案・下地島案
防衛省は2009年10月に移設先としての可能性を検討するための現地調査を伊江・下地両島でおこなっている。同年12月末には、民主党幹事長の小沢一郎が両案を選択肢に入れる意向を表明し、社民党党首の福島瑞穂も下地島への移転に言及した。伊江島には1600mの滑走路を持つ伊江島空港、下地島には3000mの滑走路を持ち、民間機パイロットの訓練地となっている下地島空港が存在し、軍事関係者からは度々その価値が言及されている。なお、国民新党で地元選出議員の下地幹郎も本案を推している。なお、中国の軍事関係者にも日米側が戦力の前進配備を行う可能性を指摘している者が居る。
これに対し、知事の仲井眞は翌2010年1月9日、両案について「全く考えていない」と否定的な見解を示した。
『産経新聞』は、2010年4月末に訪米した民主党の議員団が、上院議員のダニエル・イノウエに対し、伊江島案について「地元は賛成している」と嘘の情報を伝えていたことが判明したと報じている。

#### 自衛隊基地への移設案
防衛省側から出された代替基地案で、新規に海兵隊基地を建設するのではなく、既存の自衛隊基地との共用化が提案された。その際、共用化される対象として最も有力であったのが海上自衛隊大村航空基地である。大村航空基地は、佐世保基地に近く、佐世保は海兵隊が使用する強襲揚陸艦の母港でもあるため、有事の際の出動にも適していた。ただし、海兵隊の訓練に適した地域が近隣に所在せず、この案は見送られた。佐賀に近い大分を地盤とする社民党幹事長の重野安正などは佐賀県連の定期大会で反対し、国外移設を推している。
なお、政府内での検討とは独立して、鳩山ブレーンとされていた孫崎享や田岡俊次が大村基地への移設を軸にした案を鳩山に提案している。

#### 勝連沖埋立案
2005年、政治学者で大阪大学大学院助教授（当時）のロバート・D・エルドリッヂ（元在沖縄米軍海兵隊外交政策部次長）が提案した移設案である。エルドリッヂ案は、勝連半島沖に人工島を作り、大規模施設を建築して、那覇空港の航空自衛隊および米軍嘉手納基地のF-15部隊を移して自衛隊管理下の基地に基地機能を集約した「勝連構想」を提案。しかし、うるま市を含め、勝連沖案は海兵隊だけでなく、自衛隊を巻き込む構想であり調整がさらにややこしく、結局、2006年の日米合意には反映されなかった。
また、2009年2月、鳩山由紀夫（当時は民主党幹事長）及び沖縄県選出議員に政策提言を行っていたため、その後、鳩山政権時の平野博文官房長官や沖縄商工会議所名誉会頭の太田範雄等が自身の案としてメディア等に喧伝していた。
勝連構想では、うるま市の浜比嘉島の沖合いおよそ1300メートルの場所を埋め立てて人工島を造成した上で、3600メートルの滑走路を2本整備し、軍港と自衛隊基地を建設し、自衛隊の管理下で日米が共同利用する。その規模は普天間基地のおよそ2倍、宮城島と平安座島を合わせた大きさに匹敵する。航空自衛隊と海上自衛隊の那覇基地、米陸軍の那覇軍港、米海兵隊のキャンプ・キンザ―、普天間飛行場を新基地に移転・集約する案だった。詳細は、エルドリッヂが公開した政策提言「沖縄の基地問題への実行性のある、包括的かつ長期的な解決および日米同盟の真の強化へ（Special Policy Recommendation Toward a Viable, Comprehensive, Long-term Approach to the Okinawa Basing Issue and the True Strengthening of the Alliance）」で確認できる。
エルドリッヂは、第2の解決策として、中国軍機やロシア軍機に対するスクランブル（対領空侵犯措置）を行う航空自衛隊の戦闘機を那覇基地から宮古島市の下地島空港に移転させてから、海兵隊を普天間基地から那覇基地に移動させる案も提唱している。航空自衛隊にとっての那覇基地の問題点として、尖閣諸島から遠すぎることと那覇空港との軍民共用による運用制約を挙げている。尖閣から遠い那覇基地からの緊急発進は、飛行機と操縦者に疲労をもたらしている。中国との有事の際に、「故障」した中国の民間機が滑走路の真上に居座ったら、航空自衛隊の戦闘機は離陸できなくなってしまう。宮古島分屯基地には対空レーダーが配備されているが、中国軍による海や空の行動に鑑みて、自衛隊のプレゼンスを拡大する必要性を指摘している。尖閣により近い下地島空港に戦闘機部隊を移転すれば、南西諸島の上空にある国防の「穴」を閉じることができ、中国軍に対する抑止力が向上する。海兵空陸任務部隊（MAGTF）の完結性は維持したまま、テナントとして日本の基地の一部を利用することになる。海兵隊が運用する基地が１つ減るため、米軍の透明度の向上、財政上の節約や合理化、地元との政治摩擦の削減、海兵隊と陸上自衛隊第15旅団の相互運用性の向上といった利点がある。世界や地域の両国の敵に対して、「日米同盟は強い」という極めて重要な戦略的なメッセージを発信できると述べている。海抜４メートルにある那覇基地には津波リスクがあることも指摘しており、日本、アメリカ、沖縄にとってwin-win-winだが、勝連構想ほど良くないとも述べている。

#### グアム・テニアン島案
民主党衆議院議員の川内博史、社民党党首の福島瑞穂などが主張し、北マリアナ知事が受け入れに前向きな姿勢を示したと報じられたが、日米両政府で具体的な検討はなされなかった。

#### キャンプ・シュワブ陸上案
国民新党が主張した案（ただし同党はテニアン島案の可能性も探る立場であった）で2010年2月に党の案として推すことを固めた。過去折に触れては何度か浮上しその度に棄却されてきた経緯がある。
なお、過去メガフロートの旗振り役であった亀井静香も今回は国民新党の一員としてキャンプ・シュワブ陸上案を主張していたが、現行の埋立案には建設業者の利権批判の面から引き続き冷淡であり、自党の陸上案について「米国は（土木）利権に関係ないからな。だから（米国は）辺野古沖に、それほどこだわらないと思うんですよ。」と述べた（メガフロート案については別記）。

#### メガフロート案
洋上に浮かべたメガフロート上に滑走路を建設する移設案は現行計画の策定に当たって一度は放棄されたが、本案を推す意見表明も度々なされている。中には、鳩山内閣が「ゼロベース」からの議論を掲げたことを逆手にとって採用を提言したものもある。自民党政権時代防衛大臣を務めた石破茂は対案の一つとして本案（セミサブ式）の再検討を提案している。
なお、亀井と同じく過去メガフロートの旗振り役であった平沼赳夫は2010年に自民党を離党し、たちあがれ日本の結党に参加したが、選挙のために現行案を否定し、その他にも軽率な振る舞いばかりであった旨を指摘するなど、鳩山の批判に留めた。

#### 辺野古杭打ち桟橋案
2010年に入り、辺野古現行案への回帰が有力になる中、「埋立による環境への影響が小さい」という理由で政府内で検討された。鳩山が4月24日に漏らした「埋立は自然への冒涜」という発言が発端になったとされるが、具体的に発展することはなかった。

#### 徳之島案
ヘリ部隊の大半を鹿児島県徳之島に移設する案。上述のように、2010年入りしてからは鳩山政権がもっとも有力な選択肢として模索したものである。平野博文官房長官を中心に、前年末から密かに検討がなされ、地元有力者との接触を図っていた。翌年になって表沙汰となったが、ヘリ部隊と地上部隊の主要基地であるキャンプ・シュワブとの距離が180キロ離れることから米側は当初から難色を示した。日本政府は一方で地元村長や徳之島において影響力の強い元衆議院議員徳田虎雄らに要請を行ったが、いずれも芳しい成果は得られず、断念に追い込まれた。
毎日新聞の取材に対して、鳩山は徳之島案は最後の唯一残された案であったが、2010年4月19日に外務省幹部から渡された極秘文書「普天間移設問題に関する米側からの説明」に徳之島では米軍のマニュアルの基準にあわずふさわしくないという説明があり県外移設を断念したものの、後に川内博史によりマニュアルがないことが確認され、また役所側はその後極秘文書のあるべき写しを破棄したと答えた。

#### 腹案
鳩山が2010年3月31日の党首討論で存在すると主張し、政局と絡めて話題となった。徳之島案のことを指していたと考えられるが、詳細は不明。鳩山は日米合意を受け入れた後、腹案について以下のように語っている。
また鳩山は2013年2月20日の記者会見で、「ヘリコプターを搭載する船を数隻建造し、普天間のヘリを移す案」などをアメリカ側に提案するよう北沢防衛相に話したが、アメリカ側には伝えられなかったとしている。

#### 九州ローテーション案
米軍ヘリ部隊の訓練を、九州の築城、新田原、鹿屋などの各自衛隊基地に順番に移転させる案。2010年5月頃に鳩山ブレーンを自称する橋本晃和が「腹案」の中身であるとしてTV、雑誌メディアで言及し、一部で大きく報じられた。しかし、政府内で具体的に検討された形跡はない。

#### その他
高度成長時代の開発計画の失敗によって、広大な未利用地が存在する北海道の苫小牧東の名前などが元防衛事務次官の守屋武昌により挙げられている。防衛副大臣の榛葉賀津也は佐賀空港移転案（大村湾移転案に別記）と共に「手記の話だろ。無責任なつぶやきなど聞く必要はない」と否定し平野も同調している。しかし、実際に守屋が受けたインタビューでは検討を試みたが戦略的に無理である旨結論したという経緯を語っており、当時もインタビュー時も苫小牧東については自身で明確に否定している。

#### 無条件撤去論
これは政府内で検討されたものではないが、基地の無条件撤去論も、左翼・革新勢力を中心に存在し、鳩山政権下でも根強く主張された。日本共産党の志位和夫委員長は訪米し、2010年5月7日、ケヴィン・メア国務省日本部長、多国間核安全部のジョナサン・サンボアとの会談で、「普天間問題解決の唯一の道は、移設条件なしの撤去しかない」と主張した。しかし双方の見解は平行線に終わった。
基地自体の撤去を主張する論者からは、県外・国外への代替案も、基地自体は存続するという意味で批判対象となる。新社会党の片山貴夫は、グァム・テニアンへの代替施設案に対し、「暴力団」同然の米軍基地に移転案を出すこと自体が問題であるとして、「軍事基地をどうしても必要とするというのであれば、アメリカ本土に持って帰ってもらえばよいのです。」という批判を行った。しかし、こうした論が政治日程に上ることはなかった。

### 2012年の政権交代（日本）

#### 第2次安倍政権
2012年（平成24年）12月26日に、自民党・公明党の連立政権である第2次安倍内閣が成立。普天間飛行場の県内・辺野古移設を引き続き進めた。2013年の第23回参議院議員通常選挙でも、辺野古移設を公約としたが、沖縄県選挙区で自民党公認を受けた安里政晃候補は党本部に反して県外移設を訴えた。党本部は正式な公約とは認めなかったが、安里が県外移設を訴えることは黙認した。
しかし参院選の結果、安里は県外移設派の糸数慶子（社大党）に敗れたが、全国的には自民党は大勝し、衆議院に加え、参議院でも与党の安定多数を回復した。自民党は従来、沖縄県選出の所属議員が県外移設を主張することを黙認していたが、ここに来て石破茂幹事長始め党幹部は、県外移設を主張する党所属国会議員の國場幸之助、比嘉奈津美、宮崎政久および党沖縄県連に対し、辺野古移設を受け入れるよう迫った。また、11月24日には辺野古移設賛成派の「基地統合縮小実現県民の会」（中地昌平会長）が「県民大会」を開き、7万人を越す賛同を得たと発表した。結果として、11月24日には宮崎が、11月25日には國場と比嘉が従った。12月1日には沖縄県連も辺野古移設受け入れを容認し、翁長政俊県連会長は公約を違えたことを理由に会長の職を辞した。自民党は従わない場合の離党勧告や除名処分を明言する強硬姿勢を取り、『沖縄タイムス』は石破を琉球処分官になぞらえ強く批判した。
こうして第2次安倍内閣は自民党内の慎重・反対論を封じると、12月25日、普天間飛行場の県内移設実現に向け、安倍晋三内閣総理大臣は沖縄県知事の仲井眞弘多と会談し、日米地位協定に関し環境面を補足する協定を締結するための日米協議開始などの基地負担軽減策を示した。仲井真は「驚くべき立派な内容だ」と評価して移設先である名護市辺野古沖の埋め立て申請を承認する方針を固め、同年12月27日午前にこの申請を承認した。
2014年1月19日投開票の名護市長選挙では、仲里利信元県議会議長・元自民党沖縄県連顧問が辺野古移設反対の稲嶺進を支援した。仲里は先に離党届を出していたが、自民党はこれを認めず、追って除名処分とした。名護市長選挙では移設反対の稲嶺が再選されたが、4月にオバマ米大統領が来日すると、安倍首相はオバマ大統領との会談で改めて「（辺野古移設の）強い意志を持って早期かつ着実に工事を進めていく」と述べた。また4月25日発表の日米共同声明では、普天間基地のキャンプ・シュワブへの移設と、長期的に持続可能な米軍のプレゼンス（駐留）を前提とした上での沖縄の負担軽減を表明した。4月27日投開票の沖縄市長選では自公推薦、民主・維新・そうぞう支持の桑江朝千夫が勝利した。菅義偉官房長官は、11月の県知事選に向け「与党にとって弾みになった」と述べた。
普天間基地飛行場の運用停止2019年2月までの運用実現を目指す方針を菅官房長官2014年9月17日に那覇市内で記者団に表明。沖縄県が2013年末から5年以内の運用停止を要望してきたことを踏まえ起点は2014年2月と考えていると述べた。
11月16日投開票の沖縄県知事選挙で、現職の仲井眞弘多は落選し、辺野古移設反対を公約した翁長雄志が当選した。しかし、菅官房長官は「（辺野古）移設は粛々と進めていく」「辺野古移設の賛成、反対の投票ではなかった」と述べた。12月14日投開票の第47回衆議院議員総選挙では、辺野古移設反対派が県内4小選挙区全てを制した。ただし、自民党候補も全て重複立候補した比例区で当選した（他に維新の党から立候補した下地幹郎も比例区当選）。

#### 第三者委員会による検証
沖縄県は普天間基地移設のために仲井眞弘多前知事が出した辺野古沿岸部の埋め立て承認の検証を行う第三者委員会を設置し、2015年7月16日に第三者委員会は翁長雄志知事へ報告書を提出した。
報告書は、仲井眞弘多前知事が出した承認は法的に瑕疵があり取り消し可能、としている。
また第三者委員会の大城委員長が所属していた沖縄弁護士会は2014年1月15日に、当時の仲井眞弘多知事が出した辺野古埋立承認を反対する声明を発表している。

### 辺野古埋め立て承認の翁長雄志知事による取消し
2015年（平成27年）10月13日、翁長雄志知事は第三者委員会の報告書を根拠に辺野古埋め立て承認を取消した。日本政府は取消し撤回の是正指示に翁長知事が応じなかったため、不作為による違法を主張して福岡高裁那覇支部に提訴した（#国による県に対する違法確認訴訟参照）。
また10月20日には宜野湾市の市民12人が「辺野古の埋め立て承認取り消しで基地が固定化し住民の生存権を脅かす」として沖縄県と翁長雄志知事へ承認取り消しの無効確認を求め那覇地裁に提訴した。

### 2018年の埋め立て開始と2019年沖縄県民投票
2018年（平成30年）12月14日午前11時ごろから埋め立て海域への土砂投入が開始された。これにより原状回復は極めて不可能となった。岩屋毅防衛大臣は「普天間飛行場の一日も早い全面返還」に向け、工事を進める考えを示した。
2019年2月24日には埋め立てに対する賛否を問う2019年沖縄県民投票が行われ、有効票数の71.74％が反対の意思表示を示したが、投票結果に法的拘束力はなく、3月25日には新たな区画への土砂投入が開始された。2019年6月には、2017年の衆議院選挙期間中に自民党議員（西銘恒三郎、国場幸之助、宮崎政久）が辺野古移設の関連工事を受注した業者から献金を受けていた事が分かった

### 2020年自民党総裁選における発言
2020年9月12日に実施された、日本記者クラブ主催の、自民党総裁選立候補者による討論会では、移設問題について、次のような発言があった。

### 沖縄県による不承認処分
2021年11月25日、沖縄防衛局が提出した設計変更に対し、玉城デニー沖縄県知事が不承認の処分を行った。沖縄防衛局は12月7日、行政不服審査法に基づき、不承認の取り消しを求める審査請求を斉藤鉄夫国土交通相に提出した。2022年3月10日までに、日下部治東京工業大学名誉教授が、防衛省の採用した方法は適切だとする鑑定書を作成し、4月8日、斉藤国土交通大臣により、不承認処分の取消しがなされた。5月30日、沖縄県は、防衛省の設計変更申請を承認するよう斉藤国土交通大臣が県に出した是正指示は違法だとして、総務省の第三者機関である国地方係争処理委員会に審査を申し出た。7月12日、国地方係争処理委員会は国の違法性を問う沖縄県の申し出を却下した。8月12日、沖縄県の玉城デニー知事は、斉藤鉄夫国土交通大臣を相手どって、国の設計変更申請に対する県の不承認を取り消した大臣の裁決は違法として、裁決の取り消しを求める訴えを福岡高裁那覇支部に起こし、9月2日、福岡高裁那覇支部（三浦隆志裁判長）は県の訴えを退けた一審・那覇地裁判決を支持し、控訴を棄却する判決を言い渡した。移設計画をめぐる国と県の訴訟は14件起こされ、今回の訴訟が最後となる。県は最高裁に上告するか検討する。。

## 国による県に対する違法確認訴訟

### 訴え提起に至る経緯
2016年3月、国と県が双方に対する訴訟を全て取り下げた上で、県が提訴するとする和解が成立したが、県は履行しなかった。国は、前知事自体の埋立承認に法的瑕疵がないにもかかわらずそれが取り消した点等が違法であるとして、承認取消し撤回を行わない不作為に対し「是正の指示」を行った。県がこれに従わなかったため、国（国土交通大臣）が同年7月22日に翁長知事を提訴した。内容は、沖縄県知事が指示に従って取消処分の取消しをしないという不作為の違法の確認を求めるものである。

### 判決
福岡高等裁判所那覇支部（裁判長・多見谷寿郎）は、同年9月16日、承認の取消し処分を撤回しないのは「違法」であるとする初の司法判断を下した。判決は、仮に県の再審査が誤っていたとしても「有効に取り消せる不条理を招く」として承認という行政処分の重さを重視、外交・国防政策については、知事の審査権は及ぶものの、地方公共団体の所管事項ではなく、「国と地方の役割分担の原則」に基づき、「国の説明が具体的な点で不合理が認められない」限り、国の判断を尊重すべきであるとした。また、在沖縄海兵隊や沖縄の地政学的重要性についても国の主張に沿った見解を示し、国の環境対策も合理的であり、辺野古移設は基地負担軽減に繋がるものであるとし、仲井眞前知事の承認に瑕疵はなく、違法とはいえず、それを取り消すことは「許されない違法」で、法定受託事務の履行義務を放棄したものである。是正指示に従わないことも「不作為の違法にあた」る。さらに訴訟を提起して「自らの違法状態を解消」するよう努めなかったことも疑問視。国の主張を全面的に認めるものであった。翁長は、判決を不服として最高裁判所に上告。
2016年12月20日、最高裁第2小法廷（裁判長・鬼丸かおる）は、県の上告を棄却し、埋め立て承認の取り消しを撤回しない翁長の対応を違法と認定。国の勝訴が確定した。辺野古移設を巡り、初めて司法判断が下された。国の勝訴確定を受けて、アメリカ合衆国国務省のジョン・カービー報道官は、歓迎すると声明を発表し、「米国と日本は、普天間飛行場の辺野古移設計画を守る立場に変わりない」ことを改めて強調した。翁長は処分の撤回を速やかに進めることを表明、菅義偉官房長官は、「世界一危険といわれる普天間飛行場の危険性除去と閉鎖・返還は絶対やらなければならない」ことを指摘し、処分の撤回がなされ次第、工事を再開する考えを示した。

## 海兵隊の存在意義
根本的な問題として、海兵隊の存在意義や必要性の問題がある。これについても、相反する立場から見解が出されている。

### 肯定する立場
駐日大使のジョン・ルースが2010年に講演で語ったところによれば概要としては次のようになる。
アメリカ軍は上述のような認識を基礎とし、公式には沖縄県内での海兵隊移設・一部部隊の残置を条件としている。その理由と抑止効果については拓殖大学教授の川上高司を参考人とした次のような国会答弁がある。
ここで、海兵隊の戦闘単位について簡単に説明すると、部隊規模が小さい順から
- MEU（Marine Expenditionary Unit：海兵遠征隊）
  - テロ、低強度紛争への対処能力を持ち、命令から6時間以内に出動可能で、15日の従戦能力を持つ。部隊規模1500～3000名
- MEB（Marine Expenditionary Brigade：海兵遠征旅団）
  - 命令より5～14日で出動可能。従戦能力30日。部隊規模3000～2万名
- MEF（Marine Expenditionary Force：海兵遠征軍）
  - 命令より30～45日で出動可能。従戦能力60日。部隊規模2～9万名。統合作戦、後方支援能力も充実。

となる。第3MEFは海兵隊の中で唯一海外に駐留するMEFであり、その先鋒が31MEUとなる。再編ロードマップで沖縄に残留することになったMEUは即応戦部隊としての能力を期待され、アジア地域の紛争に一週間以内で派遣できる唯一の海兵部隊とされている。また、上述の川上答弁のように、統合軍としての性格を帯びた海兵隊は陸上部隊、航空部隊、支援部隊が一体となって作戦しなければ戦力を発揮しない。その前提として平時の訓練段階から機能的に結合度が高いことが求められる。
なお、参議院議員の佐藤正久は、日本の政府内には米軍施設を迷惑施設ととらえる傾向があり、軍事的有意性の観点が欠落しているとして、議論のあり方に異議を唱えた。
なお軍事的観点に関連して、2010年4月、設置場所の条件と情報管理に関して次のような出来事があった。アメリカ政府は海兵隊の地上部隊とヘリ部隊の駐留場所の距離を、65海里以内とするように求めていることを日本政府高官が明らかにした。この数字はアメリカ側では「海兵隊の運用」という軍事機密に関わる情報とみなされており、後に日本国外務省に対して抗議を行った。『産経新聞』はこの一件を「日本政府の稚拙な対応」として報じている。

### 否定する立場
琉球新報は海兵隊の展開能力を考慮すれば沖縄県内に基地を置く必然性は低いとしている。沖縄に駐留する第3海兵遠征軍（3MEF）のうち、機動部隊である第31海兵遠征隊（31MEU）は、1年のうち約9ヶ月は強襲揚陸艦でアジア太平洋地域に展開しており、沖縄を離れている。また、航空機の航続距離延伸等の技術的革新で、海兵隊が沖縄に常駐する必要が薄れており、2012年に日米合意した米軍再編計画では、地上戦闘兵力の中核である第4歩兵連隊がグアムなどへ移転することが決まっている。肯定する立場のいう「陸上部隊と航空部隊の統合」が重要であるならば、第4歩兵連隊とともに第36海兵航空群も移転させるべきことになる。江畑謙介は著書「米軍再編」で「実際問題として高速輸送艦の実用化により、こと東アジア地域においては、米海兵隊の基地が沖縄にあろうが九州にあろうが、移動に要する時間はそれほど違わないという条件になってきた」と述べている。また、従来よりなされている主張であるが、本土に比べて沖縄県に多数の米軍基地が集中しており、過重負担が不公平であるとの意見も根強い。
マイケル・アマコスト元米駐日大使は、2015年6月23日に『朝日新聞』によるインタビューにおいて、次のように答えている：
沖縄に駐留する海兵隊が死活的に重要なものだとは私には見えない。決定的役割を沖縄の海兵隊が担っているという納得のいく説明を私は聞いたことがない。普天間という二流の基地の問題が日米の大きな懸念となっていることに当惑を禁じ得ません。もし事故が起きたら日米同盟に壊滅的な影響を及ぼす。辺野古移設は今のスケジュールでも2020年代までかかるわけで、コストと便益を考えると見合わない。さらに沖縄における反対運動は広範で、選挙区から選ばれた国会議員と知事・名護市長の全員が反対している。これは、どの高い政治的コストに比べても海兵隊基地の戦略的価値は、どれほどあるのでしょうか。沖縄の問題は、米国の予算獲得競争につながっています。—マイケル・アマコスト
場合によっては沖縄を完全撤退する可能性まである海兵隊のため、なぜ日本が1兆円を投じて新基地を作る必要があるのかと疑問を呈する声がある。一方で、将来海兵隊が撤退しても自衛隊の基地として使えるとする指摘も存在する。
浦添市長の松本哲治は翁長知事や共産党・社民党・社大党・県民ネットなど辺野古移設反対派への那覇軍港の浦添移設への態度はダブルスタンダードだと主張している。松本は那覇市長候補だった翁長が市長選挙直前の2013年1月12日に那覇軍港返還による浦添への移設反対、浦添市長選挙後に「認める」と変遷した翁長前那覇市長を公約違反と指摘しないことに疑念を呈している。更に松本は辺野古反対派の「辺野古はダメだが浦添は進める」という理由が「論理的には成立しない」と主張している。

## 現在で未解決の問題

### 沖縄県内の世論
普天間基地機能の沖縄県内移設案について沖縄県内では、沖縄県知事・名護市長が2010年1月の名護市長選挙にて移設容認派が推す候補が当選したものの移設反対派の声は根強かった。しかし、鳩山由紀夫内閣が県外移設を断念し内閣総辞職して以降、一連の尖閣諸島中国船領海侵犯事件ないし尖閣諸島中国漁船衝突事件の発生もあり、移設反対派の翁長雄志が当選して以降も石垣市等では移設容認派の動きが続いており、2016年の宜野湾市の市長選では、普天間基地移設を推進する第2次安倍政権が推す佐喜真淳市長が当選した。
沖縄県内移設に賛成する意見として、沖縄本島内では、建設工事が行われることになった場合に地元の中小建設事業者としては多くの工事の受注が期待できること、県知事および市長の受け入れ表明に呼応する形での経済振興策がすでに多数実行されている（九州沖縄サミットの開催、沖縄科学技術大学院大学の設置、国立沖縄工業高等専門学校の設置など）ことなど、経済的便益をもとにする意見がある。また、アジア地域で紛争が現実に発生しているかまたは発生が予想される各地点につき、距離などの点での地政学的において沖縄県の優位性を指摘する意見もある。沖縄本島以外では、日本の漁船が尖閣諸島周辺の日本領海へ侵入した中国公船から追尾を受け、石垣市でも漁業者が漁が行えない状況にあり、石垣島への自衛隊誘致と合わせ、先述の通り辺野古移設を支持する動きがある
。
軍事的観点以外からの反対意見として度重なる海兵隊員及び関係者による事件とその後処理に対する不信・不安が大きい。また、辺野古海域を埋め立て自然破壊をすることで絶滅危惧種であるジュゴンの生息に大きな影響を与えると言われている。基地建設のための巨額の財政負担も問題として指摘されている。
宜野湾市は、米軍再編に当たって米国側が行った環境アセスメントにつき、沖縄駐在の海兵隊のほとんどすべてがグアム島に移転する想定であると指摘し、従ってそもそも代替施設を日本国内につくる必要がない旨主張している。もっとも、当該アセスメントにかかわらず、日本政府の想定ではグアム移転は既存の米軍再編の枠内に留まるものとしている。ただし、市長の伊波が2009年末に一部閣僚に説明を行った際、外相の岡田は「話を少しうかがったが、根拠がよく分からない」と述べた。防衛相の北沢も同様のスタンスをとり、宜野湾市の説に否定的である。

### グアム準州の状況

#### 軍事的観点
米軍再編計画の中間報告の提出後、2006年1月に『琉球新報』はフィリピン関係筋情報として、オーストラリアへの配転となっていた当初案（2005年6月関係国で合意したとされる）が、グアムへの振り替えされたことを報じている。
『琉球新報』によれば、在沖米軍のうち1万人をフィリピンへ4000人、オーストラリアへ6000人配転する案が一度固まったが、豪州配転分はグアム移駐6000人に振り替えられた。当初案が起案された理由はインドネシア・バリ島爆弾事件を起こしたテロ組織が東南アジア諸国に組織拡大を図っているという情報への対処であった。なお、フィリピン配転分は、同国の現行憲法が外国軍駐留を禁止しているため公にはされず、正式な数字にも入っていないと言う。当時米側はグアム移転経費を日本側がどれだけ負担するのかや、移転計画の期限などで不確定要因があったことを気にしていたとされる。
実際その後、日米での負担割合の交渉では日本側が負担割合の低減を求めて事務レベルでは決着しなかった。当時首相だった小泉純一郎は「まとまらないときはまとまらなくてもいい」と防衛庁長官の額賀福志郎に述べていたものの、額賀は小泉を説得して訪米の了承を取り付けた後2006年4月23日ワシントンに飛び、ラムズフェルドと防衛首脳会談を行った。ここでも交渉は一時は決裂寸前までもつれ込んだものの、アプラ基地－アンダーセン基地間の高速道路建設費10億ドルをアメリカが負担する等の譲歩案を飲ませて妥結したとも報じられている。
2006年7月11日、太平洋軍はHHF社にも依頼して具体的な移転内容を纏めた『GIMDP（Guam Integrated Military Development Plan：グアム統合軍事開発計画）』を公表した。
アメリカ合衆国会計検査院（GAO）は2007年にこのグアム移転計画に関する報告書を公表した。その中で軍事的には次のような問題点を指摘している。
軍事ジャーナリストの福吉昌治はこのGAO報告書を引用しながら次の問題点を指摘している。
- 海兵隊がグアムと沖縄に分散配備されれば現状以上に揚陸艦との合流が面倒になる
- 司令部と部隊の分散配置は人間関係にマイナス。作戦を遂行するのは機械ではなく人間
- グアムの地上部隊の訓練環境は沖縄より劣る
- 航空機を退避させねばならないほどの台風が発生し、雨季のスコールで飛行訓練が中止になることがある
- 地理的には台湾、朝鮮半島より離れ、東ティモール以外は東南アジアの主要係争地に近接する訳でもない
- アメリカの統治する領域であるため移転計画が完了した以降は日本側の思いやり予算による恩恵を受けられなくなる。

一方、日本本土に比較して、グアム・サイパンの訓練条件が優れていることを評価する向きもある。グアムおよび比較的近傍のサイパンでは訓練時間等の制約が日本国内より緩いからであった。なお、2005年10月に両国政府で合意した「日米同盟：未来のための変革と再編」では、グアムへの移転にあわせ、陸上自衛隊のグアムでの訓練機会の増大も盛り込まれている。
また、アメリカ海軍技術顧問を務めた北村淳によれば、海兵隊の幹部達が語った本音の内幾つかは、日本の防衛分担の軽さを苦々しく思っているというものであった。彼等に言わせれば海兵軍としての総合戦力低下のリスクがある上でそれまでより更に分散した兵力配置を選択したことを挙げ、その補完として沖縄方面への自衛隊の戦力を増強することを求める声があったと言う。
具体的には台湾有事等を想定し、グアム - 沖縄間の移動を円滑に行うための高速輸送艦の増強や、島嶼戦で必要な水陸両用部隊の装備などである。後者については当時陸上自衛隊も防衛大綱の改定を機会に目標を策定し、段階的に対ソ戦が前提だった冷戦時代の編成を改編しつつあったものの、海兵隊関係者の中には、日本本土への着上陸侵攻能力を持つ国家が事実上アメリカ以外無いことを理由に、よりスリム化、海兵隊的戦力への転化を求めるような希望があったとされる。
防衛費についても、ミサイル防衛という新たな脅威が出来たにもかかわらず総額では微減傾向を継続したまま対処してきたことを批判し、海兵隊が担ってきた抑止力を日本が防衛予算を拡大することで肩代わりするよう主張する向きがあった旨が述べられている。同種の主張を行う向きは一部自衛隊OBにもあり、防衛予算については麻生政権の際には2010年度は増加が予定され、先島諸島の防備強化も検討された（政権交代により縮減継続に転換した）。
『産経新聞』は日米の政権党でのグアムに対する認識のずれがある旨を指摘している。アメリカ側については国防次官のミシェル・フロノイが2010年2月に下院軍事委員会で述べた「米軍の訓練の機会と地域における2国間、多国間のパートナーシップを拡大させる拠点」という認識を紹介したのに対して、日本側の政権与党については、自民党議員の発言を根拠に「社民党にとって、グアムは米軍を追い出すための場所なのだ」と紹介している。

#### グアム前方拠点としての沖ノ鳥島
なお、日本の防衛関係者の中には、普天間をはじめとする沖縄その他からの部隊移転による、グアムの基地強化に呼応し、上述のようなメニュー以外の手段で、日本側の海洋防衛の体制整備を提案する者も居る。それは沖ノ鳥島の防備強化である。同島が選ばれた理由は
- グアムにとって防衛の前方拠点になる
- グアム - 沖縄間のほぼ中間（グアムより約1100km）にある
- 台湾有事の際にはマラッカ海峡経由で運行している船舶がロンボク海峡経由に迂回すると予想され、その航路上に位置している
- 迂回した船舶やグアムからの増援を狙い、中国が潜水艦を作戦させる可能性がある
- 上記に関連し、第一列島線以東は東シナ海と異なり潜水艦の作戦行動に向いた水深の深い海域である
- 中国が資源輸入国に転じた中で、日本の資源の自給面から排他的経済水域の活用、海底の埋蔵資源確保に必要

防衛に資する方策としては、
- SOSUSの整備と音響データの蓄積
- 同島周囲に鋼鉄製の堤防を巡らして波高10mに達する外波を1m程度に和らげ、珊瑚礁を養生して島を成長させる
- 同島が環礁跡であることを活用し、内部にメガフロートで無人機の発着場を整備する、

などである。無人機の発着場については2007年にグアムへの配備が発表されたRQ-4Bが台湾海峡を包含する行動半径2200kmで作戦した場合、現地で約24時間の監視活動が可能なことを考慮に入れたものであると言う。

#### 民生面、政治的動向
グアムには太平洋戦争前より基地が建設されていたが、ブッシュ政権が世界規模での米軍再編を計画するまではそれほど大きな兵力が配置されていた訳ではなかった。グアムの基幹産業は観光であり、その8割を日本からの旅行客が占めていたものの、2000年代に入ると主に世界レベルの外的要因が後を絶たず、低落傾向に歯止めがかかっていない。在ハガッニャ総領事館が海兵移転に触れた際に挙げた要素を列挙すると次のようになる。
- 中国、東南アジア等の新しい観光地が脚光を浴びていること、
- 長期燃料代の高騰
- インフルエンザ
- 金融不況

そのため、基地拡張と部隊及びその家族の移駐は経済活性化の起爆剤になると産業界には認識されている。
2006年、ロードマップで第3海兵遠征軍司令部、後方部隊などの移転が決まるのと前後して、グアム準州の上層は歓迎の意向を示した。準州副知事のカレオ・モイランは2006年5月下旬に来沖した際宜野湾市を訪問し、後に全面移転説を唱えることになる市長の伊波とも会談している。
なお、モイランの日本訪問に先だち、下地幹郎は2006年5月上旬にグアムを訪問し、「グアム - 沖縄間の直行便（航空路線）の開設」や「沖縄からの技術力と労働力の供給」を提案している。その関係からモイランは日本訪問時に下地とも会談しているが、この時の下地の報告ではグアム労働者は8万人となっていた。下地は一連の活動の動機として「沖縄県内の企業が県外で活躍し、外向きの沖縄経済をつくるスタートになる」との意図を明らかにしている。
2006年5月にはグアム米国商工会議所会頭マイケル・ベニートが来沖して沖縄の基地産業を参考とするため視察を行った。読売新聞は同年の沖縄知事選中に来沖したベニートの「我々の世論調査ではグアム住民の86％が沖縄海兵隊のグアム移転に賛成している。インフラ整備など受け入れ準備を急ぎたい」と言うコメントを報じている。グアム内の民間企業にも移転による経済活動の増加を見越した動きが見られた。
2007年5月10日にはPIRのニュースとしてグアム準州政府が基地建設にミクロネシア人労働者を求めていると報じられた。グアムでは建設労働者の人材に乏しく、中国大陸、台湾、フィリピンなどに労働力供給を依存していたが、国務省がグアムと近隣にあり、アメリカと自由連合関係を有している、パラオ、マーシャル諸島、ミクロネシア連邦の人々を活用すべきであると認識していた事も背景としてあったと言う。2007年9月には準州知事のフェリクス・ペレス・カマチョが準州政府関係者を連れて訪日し、外務副大臣の小野寺と会談している。
2009年3月31日には沖縄県建設産業団体連合会の会長呉屋守将らが記者会見し、在沖海兵隊のグアム移転に伴う整備事業への県内企業参入を目指し、新組織を立ち上げると発表している。目標は日本政府負担約6000億円のうち、600億円（約10％）程度の工事受注であった。組織設立後は現地の住宅・インフラ整備の実施主体となるSPE（特定目的事業体）への参入を図ると言う。
2009年4月下旬には「グアム産業フォーラム」が開催され、同フォーラムのウェブサイトによれば、予定のスペースに収まりきらないほどの盛況を博したと言う。
アメリカ海軍は2009年11月グアムの基地建設に関する環境影響評価書を公表した。これに対して、環境保護局（ＥＰＡ）は2010年2月、上下水道などの社会資本の未整備に対応するように環境悪化への対応を求める意見書を国防総省に送っている。
また、2009年11月にはOEA(Office of Economic Adjustment, Department of Defense 国防総省経済調整局)がグアム移転に絡めて行った地域分析を公表している。
政治的な面において、友好的な姿勢が修正されたのは日本で政権交代があってからであった。カマチョは2009年12月、防衛相の北沢の訪問に合わせて、普天間の全機能を受け入れる能力はないとの見解を表明した。また翌2010年1月には、海軍長官のレイモンド・メイバスに対して現行計画についても期間を延長するように求めた。インフラの能力が追いつかないこと、基地建設のための労働者を含め、一時的に島の人口（当時約17万）が数万人増加することが主要な懸念材料であるという。
カマチョは共和党系であったが、移転延長論についてはグアム選出の下院準議員ボーダロ（民主党）も同様の見解を示している。
アメリカ本国政府は2010年3月に同年度の移転経費予算を執行を決めたが、赤旗は批判記事の中でロバート・ヘール国防次官（財務担当）が「米側が予算を渋れば、日本が米側の姿勢を疑うとして、「日本に誤ったメッセージを送らないために、予算が必要だ」と述べたと報じている。

#### グアム世論
『琉球新報』が2009年に連載した記事によれば、グアムでは7割が移転を歓迎している旨の調査結果を現地住民に振ったところ、「業者を対象にしたものだろう」等、否定的な答えが返ってきており、現地のラジオ番組でも不安の声が多く寄せられていると言う。先住民約6万人の中の活動団体「チャモロ・ネーション」の女性代表キナタのように、移転に反対し、辺野古を訪問するグアム住民も居る。2010年4月にはグアム大学が現行計画に対する世論調査結果を公表した。それによれば、移転賛成は53%であるという。

### その他の問題
飛行場として使用されてきた土地については、有害危険物質の流出による土壌汚染が懸念されている。そのほか、遺跡の発掘調査や、沖縄戦の際に埋もれたままの遺骨収集や不発弾の処理も必要である。また、普天間基地周辺は、沖縄戦の最大の激戦地ともなった嘉数の戦いの主戦場である。この付近では数万名の日米兵士が戦死しているが、未だ多くの戦死者の遺骨が基地内に眠ったままとなっている。さらに、沖縄戦とその後の普天間基地建設によって形状が変化した土地につき、詳細な測量による地主毎の所有地境界の明確化（地籍調査）も必要とされている。
これらの作業のためには、日本側による基地への立ち入りと調査が必要であるが、基地移転自体が進んでおらず日本国に返還されていないため、そのような調査は未だ行われていない。米軍基地内として扱いでは日米地位協定による立ち入り等の制限を受ける。また、同協定によって、米国側は土地明け渡しの際に原状回復義務を負わない。
加えて、当基地に限らず米軍用地返還の際には跡地利用に関して各界・各層の利害が絡むため、その調整は極めて難しい作業である。一例としては、軍用地料を受けている地主にとっては返還は地料収入が断たれることがある。
また、本問題の早期解決がなされないために、沖縄や米軍再編とは関係の無い別の政策に影響が波及したことも指摘されている。上述の経緯説明で触れたように、鳩山由紀夫内閣で移設先の再検討を図ったものの、結果として迷走した。再検討作業中の2010年2月には、ハイチ地震の復興支援のため、自衛隊のPKO派遣が発災後早々と決定した。日本テレビはこの遠因として、普天間移設問題（およびインド洋での給油活動の撤収）でぎくしゃくしたアメリカとの関係を緩和する狙いがあるのではないかと報じたが、同時にマイナス面として「停戦合意など自衛隊派遣の法的条件を満たしているのか十分吟味されたとは言えない」と解説している。
防衛事務次官として当問題の解決に尽力した守屋武昌（当時）は、稲嶺恵一（当時の沖縄県知事）と協議した過程の中に、解決できない要因があったと述べている。